# Livregementets grenadjärer
Livregementets grenadjärer (I 3/Fo 51) var ett infanteriförband inom svenska armén som verkade i olika former åren 1815–2000. Förbandsledningen var förlagd i Örebro garnison i Örebro. Åren 1815–1974 var regementet en del av Kungl. Maj:ts Liv- och Hustrupper.

## Historia

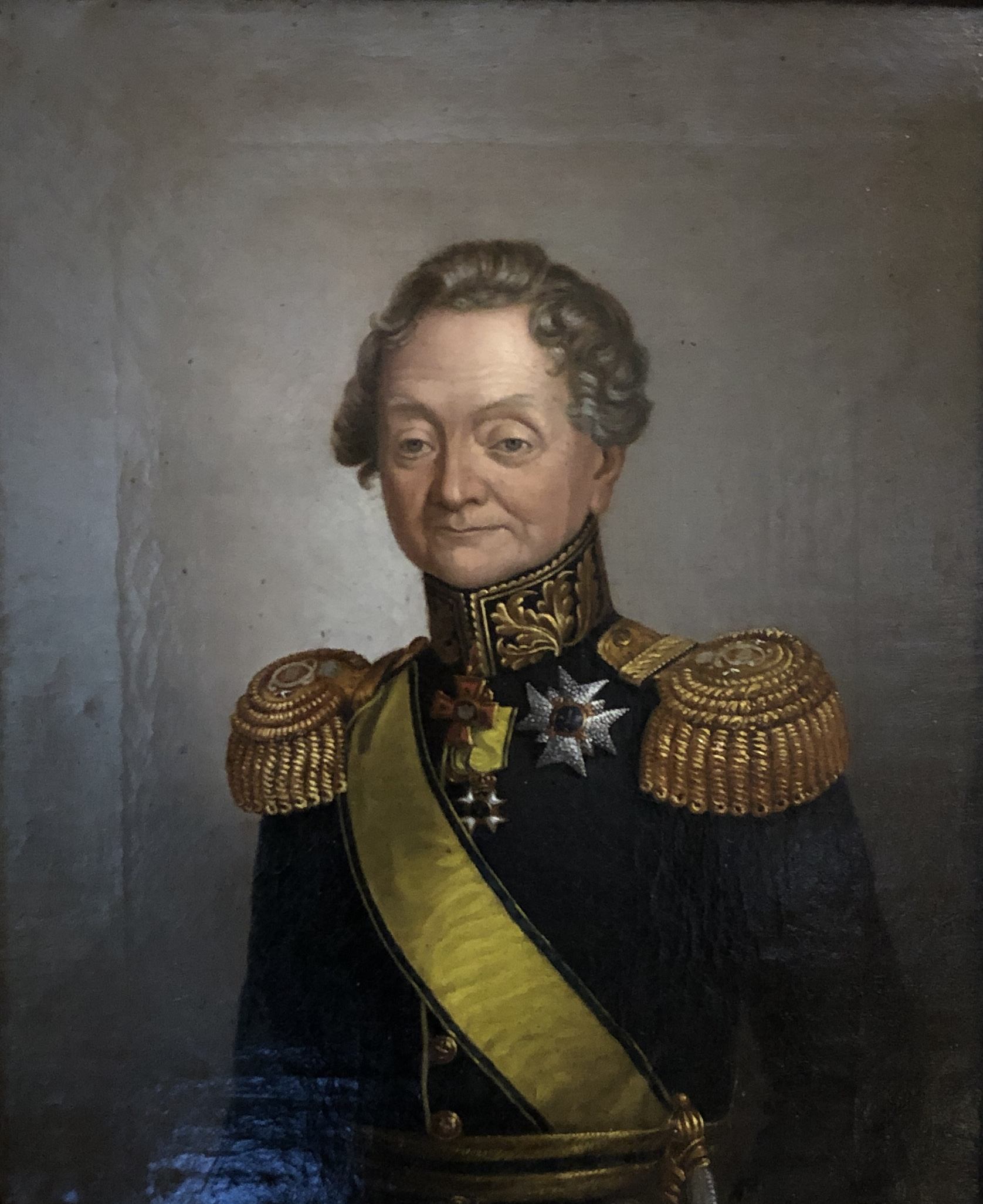
Regementets förste sekundchef, Carl Ulrik Ridderstolpe, 1815–1821.

### Bildandet
Regementet leder sitt ursprung till de ryttarfanor som sattes upp i Uppland, Södermanland, Västmanland, Närke och Värmland. Upplandsfanan bildades 1536 efter Arboga möte. Dessa sammanfördes till två regementen vilka enligt 1634 års regeringsform sammanfördes till ett. Regementet benämndes från 1636 vanligtvis Upplands ryttare. 
I 1634 års regeringsform fastställdes den svenska regementetsindelningen, där det angavs att armén skulle bestå av 28 regementen till häst och fot, med fördelningen av åtta till häst och 20 till fot. De indelta och roterade regementena namngavs efter län eller landskap, medan de värvade regementena uppkallades efter sin chef. Regeringsformen angav Upplands ryttare som det andra regementet till häst i ordningen. Dock blev det ett nummer som aldrig användes, annat än för att ange regementets plats, enligt den då gällande rangordningen. Dess förste chef var Isak Axelsson Silversparre. Den 26 november 1667 upphöjdes regementet till kunglig livtrupp som tack för sina insatser under Karl X Gustavs fälttåg och fick namnet Livregementet till häst. Därmed blev det näst efter Livgardet arméns till rangen främsta trupp. Då en sådan särställning innebar särskilt kvalificerade tjänsteåligganden, kom de fåtaliga rangförbanden att bilda en egen grupp, som till en början inte togs med i uppräkningar av arméns regementen. Samtidigt som regementet upphöjdes till kunglig livtrupp utnämndes greve Otto Wilhelm von Königsmark till chef för regementet som livregementet till häst. Regementet utmärkte sig för stor tapperhet i slaget vid Lund 1676 under Nils Bielke. Karl XI lär ha yttrat efter segern: "min krona hängde på Bielkes värjspets, och att jag näst efter Gud har min tappre Bielke samt mitt Livregemente att tacka för segern". Bielkes berömda värja finns fortfarande bevarad inom familjen. År 1680 blev regementet indelt inom östra Svealand.
Livregementet till häst var det enda regemente inom Stockholms garnison som inte var värvat. Regementet hade sedan 1780 sin övningsplats på Utnäs löt cirka tre km nordost om Strömsholms slott. År 1785 bildades en särskild trupp lätta dragoner vid regementet. Den bildades genom att 18 man från respektive kompani tillfördes dragonerna som bildade fyra kompanier om 36 man i vardera. Denna styrka utökades senare och 1789 under det ryska kriget uppträdde man som eget förband om 300 man, 6 kompanier, under namnet Lätta Dragonkåren av Kungl. Maj:ts Livregemente. 
År 1791 omorganiserades regementet till en brigad bestående av Livregementsbrigadens kyrassiärkår, som bestod av kompanierna som låg närmast huvudstaden och som utgjorde tungt kavalleri, Livregementsbrigadens lätta dragonkår som bestod av Örebro, Fellingsbro, Östra Närkes och Vadsbo kompanier och Livregementsbrigadens lätta infanteribataljon som bestod av kompanierna i Västmanland och från 1804 även Södermanlands kompani. Livregementsbrigadens lätta infanteribataljon omorganiserades 1796 till en kår och bytte 1808 namn till Livregementets grenadjärkår. 

### Rangordningen
Den rangordning som hade fastställts i 1634 års regeringsform började halta och skapa luckor efter freden i Fredrikshamn den 17 september 1809, då Finland tillföll Ryssland och de svenska regementen i Finland upplöstes. Därmed fanns det ett behov med att skapa ett nytt system. Under kronprins Karl Johans tid infördes 1816 ett nytt numreringssystem, där de svenska regementena genom en generalorder den 26 mars 1816 tillfördes ett officiellt ordningsnummer, till exempel № 3 Livregementets grenadjärkår. Till grund för numreringen låg inte bara ett regementes status, utan också de svenska landskapens inbördes ordning, samt att Svealand, Götaland och Norrland skulle varvas. De lägsta ordningsnumren tilldelades "liv- och hustrupperna". Dessa nummer hade dock ingenting med rangordningen att göra, vilket bland annat framgår av gamla förteckningar där infanteri- och kavalleriförband är blandade just med hänsyn till rang och värdighet.
Vid delning av Närke-Värmlands regemente 1812 och av Västerbottens regemente 1841 föll det sig naturligt att de därvid nybildade förbanden - Närkes regemente och Norrbottens fältjägarkår rang- och nummerplacerades i omedelbar anslutning till sina ursprungsregementen vilket 1893 medförde att № 20 övertogs av Västerbottens regemente och Kalmar regemente övertog samtidigt № 21 från Närkes regemente, som i sin tur den 1 januari 1893 sammanslogs med № 3 Livregementets grenadjärkår och bildade № 3 Livregementet till fot. Livregementets grenadjärkår bildade regementets 1. bataljon medan Närkes regemente bildade regementets 2. bataljon. Den 8 december 1904 antog regementet namnet Livregementets grenadjärer. Även om Livregementets grenadjärer har sitt namn från det ursprungliga Livregementet, så har det samtidigt ett visst ursprung från Närkes regemente.

### 1901 års härordning
Genom 1901 års härordning fastställdes att tillgång till trupp skulle regleras genom allmän värnplikt, vilket bland annat resulterade i att infanteriregementena utökades med en bataljon och kom att omfatta tre infanteribataljoner. 

### Ordningsnumret
I samband med 1914 års härordning justerades 1914 samtliga ordningsnummer inom armén. För Livregementets grenadjärer innebar det att regementet blev tilldelad beteckningen I 3. Justeringen av beteckningen gjordes för att särskilja regementen och kårer mellan truppslagen då namn och nummer som till exempel № 3 Livregementets grenadjärkår och № 3 Livregementets husarkår kunde förefalla egendomliga för den som inte kände till att förbanden ifråga tillhörde skilda truppslag.

### 1925 års försvarsbeslut
Regementet klarade sig från avvecklingarna genom försvarsbeslutet 1925, men regementet kom, i likhet med övriga infanteriregementen, att reduceras med en bataljon och kom att från den 1 januari 1928 fram till 1942 att bestå av två bataljoner, Livbataljonen och Närkebataljonen.

### Pansarregementet...som aldrig blev av
Inför 1936 års försvarsbeslut lades ett förslag fram om att två infanteriregementen skulle omorganiseras till så kallade kombinationsregementen, det vill säga ett regemente bestående av en skyttebataljon och en pansarbataljon. I förslaget förordade dåvarande försvarsministern att Livregementets grenadjärer (I 3) och Skaraborgs regemente (I 9) skulle bli så kallade kombinationsregementen. I november 1936 föll Livregementets grenadjärer bort på grund av att dess övningsfält ansågs olämpligt för stridsvagnsutbildning. Istället kom Södermanlands regemente (I 10) bli det regemente som tillsammans med Skaraborgs regemente (I 9) skulle omorganiseras till kombinationsregementen. Denna omorganisation av dessa två regementen skedde 1939, då de mottog var sin hälft av pansarbataljonen vid Göta livgarde (I 2), som avvecklades den 30 september samma år.

### Krigsorganisationen
Genom försvarsbeslutet 1942 kom regementet att sätta upp två fältregementen, Livregementets grenadjärer och Närkes regemente. Genom försvarsbeslutet 1948 påbörjades 1949 en omorganisationen av fältregementen till brigader. Regementets två fältregementen blev Livbrigaden (IB 3) respektive Närkebrigaden (IB 33). 

### Första nedläggningshotet
År 1973 lade regeringen fram en propositionen där Arvidsjaur förordades som mottagare av ett förband, samt att Norrlands dragoner (K 4) skulle flyttas dit från Umeå garnison. Vid sidan om huvudalternativet, hade arméchefen på eget initiativ studerat förutsättningarna för att förlägga ett trängförband eller ett ingenjörförband till Arvidsjaur. Vid valet att förlägga ett trängförband till Arvidsjaur, så hade arméchefen Carl Eric Almgren föreslagit Norrlands trängregemente (T 3) som förband, vilket då även hade inneburit en avveckling av Livregementets grenadjärer (I 3). Vid valet av ett ingenjörförband så hade arméchefen föreslagit Bodens ingenjörkår (Ing 3) som förband. Både överbefälhavaren och chefen för armén ansåg att det av arméchefen framlagda alternativet att omlokalisera Norrlands trängregemente till Arvidsjaur var det mest lämpliga sett ur organisationssynpunkt och näst bästa alternativet var en omlokalisering av Bodens ingenjörkår. Försvarets rationaliseringsinstitut förordade dock att Norrlands dragoner skulle omlokaliseras till Arvidsjaur vilket även blev det förslag som regeringen lade fram för riksdagen och som antogs av riksdagen den 13 december 1973.

### 1974 års regeringsform
I samband med att 1974 års regeringsform trädde i kraft den 1 januari 1975, ändrades namnet från Kungliga Livregementets grenadjärer till enbart Livregementets grenadjärer. Samtidigt fråntogs Konungen den formella rollen som högste befälhavare för krigsmakten, vilket även kom att gälla rollen som förbandschef över gardesförbanden. Från den 1 januari 1975 blev monarken istället hederschef över gardesförbanden.

### OLLI-reformen
I samband med OLLI-reformen, vilken genomfördes inom försvaret åren 1973–1975, sammanslogs Livregementets grenadjärer med Örebro försvarsområde (Fo 51) och från den 1 juli 1975 bildade försvarsområdesregementet I 3/Fo 51. Detta medförde att Livregementets grenadjärer blev ett A-förband (försvarsområdesregemente). Inom Örebro försvarsområde var Livregementets grenadjärer ensamt förband. Inom ett försvarsområde tillfördes A-förbanden det samlade mobiliserings- och materialansvaret, och B-förband svarade endast som ett utbildningsförband.

### Vådaskottet med granatkastaren
Den 3 november 1978 avfyrades en 12 cm granatkastare av misstag från regementets kaserngård. Granaten slog ner och briserade intill Saxons väg i Brickebacken, cirka 5 km söder om regementet, alldeles intill en bensinmack. Orsaken till att pjäsen överhuvudtaget avfyrades var att den inte hade avfyrats vid sista eldgivningen i samband med en skjutövning på Villingsbergs skjutfält. Den värnpliktige soldaten som låg bakom skottet från kaserngården menade på att sabotage låg bakom händelsen. Dock menade chefsåklagare Stig L Age att slarv låg bakom olyckan, men friade senare i sin utredning en säkerhetskontrollant och ett gruppbefäl.

### Andra nedläggningshotet
Inför försvarsbeslutet 1982 utreddes en avveckling av ett brigadproducerande regemente. Inför försvarsbeslutet hade fredsförbanden i övre Norrland och på Gotland undantagits från överväganden om avveckling. Även infanteriförbanden i Nedre Norrlands militärområde och Bergslagens militärområde, utom Livregementets grenadjärer, undantogs med hänvisning till behovet av vinterutbildning. De infanteriregementen som kom att utredas för avveckling var Livregementets grenadjärer (I 3), Norra Smålands regemente (I 12) i Eksjö och Dalregementet (I 13) i Falun. Dalregementet föll snabbt bort då Dalabrigaden vid regementet skulle omorganiseras till en norrlandsbrigad i syfte att öka antal förband utbildade och utrustade för strid i övre Norrland. Kvar blev Norra Smålands regemente och Livregementets grenadjärer, vilka ställdes mot varandra. I valet mellan dessa två regementen förordade överbefälhavaren att Livregementets grenadjärer skulle avvecklas. Anledningarna var flera, bland annat att en avveckling av Livregementets grenadjärer skulle ge de största besparingarna. Gällande Norra Smålands regemente så såg överbefälhavaren att vissa besparingar skulle kunna göras genom en garnisonssamordning mellan Norra Smålands regemente och Göta ingenjörregemente (Ing 2). Valet att avveckla Livregementets grenadjärer motiverades enbart av ekonomiska skäl. Operativt skulle en avveckling enligt överbefälhavaren medföra negativa konsekvenser.
I den proposition som lades fram till riksdagen och som antogs den 24 februari 1982 beslutades att grundutbildningen vid Livregementets grenadjärer tillsammans med militärområdesverkstaden i Örebro skulle avvecklas senast 1985. Av kasernetablissemanget skulle huvuddelen av marken och anläggningarna avvecklas. Av operativa skäl skulle dock Försvarsområdesbefälhavaren och försvarsområdesstaben bibehållas i Örebro. I regeringens proposition 1981/82:113 – om program för regional utveckling och resurshushållning som lades fram till riksdagen och som antogs den 4 mars 1982 beslutades att Livregementets grenadjärer (I 3) i Örebro skulle behållas i nuvarande omfattning då regeringen ville ha kvar regementet då det ingick som en del i ett ekonomiskt åtgärdspaket för Bergslagsregionen. vilket medförde att det tidigare beslutet om avveckling av regementet revs upp.

### Tredje nedläggningshotet
Så som ofta händer med regementen som varit föremål för avveckling, men klarat sig från avveckling vid ett försvarsbeslut, så återkommer de som alternativ för avveckling i kommande försvarsbeslut. Så var också fallet med Livregementets grenadjärer (I 3). Inför försvarsutredning 88 så skulle fyra brigadproducerande regementen avvecklas. Bakgrunden var att de ekonomiska problem som uppkommit inom försvaret under 1970-talet och 1980-talet kvarstod och rätades ej ut i samband med försvarsbeslutet 1987. Därav begärde Regeringen Carlsson I en ny utredning från överbefälhavaren Bengt Gustafsson, Försvarsutredning 88 (FU 88), om arméns utveckling. Utredningen ledde till att Riksdagen i december 1989 beslutade om att armén från den 1 juli 1992 skulle bestå av 18 brigader (en minskning med 11 brigader). I valet av vilka regementen som skulle avvecklas ställdes hela tio regementen mot varandra: Värmlands regemente (I 2/Fo 52) i Karlstad, Livregementets grenadjärer (I 3/Fo 51) i Örebro, Livgrenadjärregementet (I 4/Fo 41) i Linköping, Kronobergs regemente (I 11/Fo 16/18) i Växjö, Norra Smålands regemente (I 12/Fo 17) i Eksjö, Hälsinge regemente (I 14/Fo 21) i Gävle, Älvsborgs regemente (I 15/Fo 34) i Borås, Hallands regemente (I 16/Fo3l) i Halmstad, Bohusläns regemente (I 17) i Uddevalla och Norra skånska regementet (P 6/Fo 14) i Kristianstad.
I den process som följde ställdes regementen inom militärområdena mot varandra. Inom Bergslagens militärområde ställde Värmlands regemente (I 2/Fo 52) mot Livregementets grenadjärer (I 3/Fo 51). Då regeringen även föreslog en avveckling av Bohusläns regemente (I 17), samtidigt som regeringen ställde krav på ett förband i området Bohuslän och Värmland, föreslogs att Livregementets grenadjärer (I 3/Fo 51) skulle avvecklas och Värmlands regemente (I 2/Fo 52) skulle kvarstå. Detta skulle ge handlingsfrihet att vid behov utöka antalet Norrlandsförband. Vidare föreslogs att överföra utbildningen av Närkebrigaden till Livgrenadjärregementet (I 4/Fo 41) i Linköping för att där utbilda och omsätta två brigader. Kvar i Örebro skulle en försvarsområdesmyndighet organiseras. Avvecklingen av grundutbildningen i Örebro skulle vara helt genomförd den 30 juni 1992. Den 19 december 1991 ryckte de sista värnpliktiga ut från regementet. Överste 1. graden Einar Lyth blev regementets siste chef som brigadproducerande regemente. Sommaren 1992 antog regementet en ny form i form av en försvarsområdesmyndighet ledd av en försvarsområdesbefälhavare. Den nya organisationen trädde i kraft den 1 juli 1992 och regementet kom därefter bland annat att omfatta en försvarsområdesstab, depåverksamhet, skjutfältsdetalj och hemvärns- och frivilligdetalj. Regementet fråntogs samtidigt numreringen I 3 och kom endast att bära beteckningen Fo 51. Genom försvarsbeslutet 1992 återfick regementet beteckningen I 3, då arméns samtliga försvarsområdesregementen avskildes från brigaden och antog den 1 juli 1994 samma organisation som Livregementets grenadjärer.
I januari 1996 fick försvarsområdesstaben vid regementet, tillsammans med försvarsområdesstaben vid Värmlands regemente, i uppgift att utreda möjligheter till samordna berörda försvarsområdens verksamheter. Utredningen gick under arbetsnamnet Fo B(ergslagen), men ledde aldrig till önskat resultat, det vill säga en sammanslagningen av Värmlands försvarsområde och Örebro försvarsområde. Riksdagen fastställde genom försvarsbeslutet 1996 att försvarsområdesstaben skulle kvarstå i Örebro.

### Regementets nedläggning
Inför försvarsbeslutet 2000 föreslog regeringen i sin propositionen för riksdagen att den taktiska nivån bör reduceras genom att fördelnings- och försvarsområdesstaber, marinkommandon och flygkommandon skulle avvecklas för att utforma ett armétaktiskt, ett marintaktiskt och ett flygtaktiskt kommando vilka skulle samlokaliseras med operationsledningen. Förslaget som antogs av riksdagen innebar att samtliga fördelnings- och försvarsområdesstaber, marinkommandon och flygkommandon upplöstes och avvecklades. Den 30 juni 2000 upplöstes och avvecklades Livregementets grenadjärer. Från den 1 juli 2000 övergick verksamheten till en avvecklingsorganisation fram till att avvecklingen skulle vara slutförd senast den 31 december 2001. Avvecklingsorganisation Örebro upplöstes i sin tur den 31 december 2000 då avvecklingen av förbandet var slutförd.

## Ingående enheter
I samband med krigsutbrottet 1914 fastställdes försvarsbeslutet 1914, vilket bland annat medförde att linjeregementet I 3 organiserades och mobiliserades. I likhet med övriga infanteriregementen skulle också ett reservregemente sättas upp, dock kom dessa aldrig att mobiliseras. Vidare infördes en brigadorganisation inom armén, där två infanteriregementen bildade en brigad. I 3 bildade tillsammans med I 10 8. infanteribrigaden, ingående i IV. arméfördelningen. Genom försvarsbeslutet 1925 reducerades försvaret kraftigt. Bland annat så utgick reservregementena och antalet arméfördelningar reducerades med två. Vidare reducerades samtliga infanteriregementen med en bataljon och kom att från den 1 januari 1928 bestå av två infanteribataljoner, i I 3:s fall Livbataljonen och Närkebataljonen. De tidigare linjeregementena ersattes samtidigt med begreppet fältregemente. Som en följd av försvarsnedskärningarna under slutet av 1920-talet kunde regementet vid krigsutbrottet 1939 endast mönstra två bataljoner, dock var dessa inte helt fulltaliga eller rustade. I den nya organisationen kom regementet underställas chefen för Östra arméfördelningen. Genom försvarsbeslutet 1942 stärktes försvarets krigsorganisation, vilket bland annat medförde att infanteriregementena tillfördes en tredje bataljon och att i stort sett samtliga kom att sätta upp två fältregementen, dels det ordinarie regementet och dels ett helt nytt som blev ett så kallat dubbleringsregemente som erhöll det ordinarie regementets nummer plus 30. I Livregementets grenadjärers fall numrerades fältregementena I 3 och I 33 och det fredstida regementet betecknades som I 3 depå för att särskilja det från krigsförbanden. Genom försvarsbeslutet 1948 kom fältregementena att omorganiseras till brigader.

### 8.infanteribrigaden
8. infanteribrigaden var en infanteribrigad inom IV. arméfördelningen som verkade åren 1915–1927 och bestod av Livregementets grenadjärer och Södermanlands regemente.

### Livbrigaden
Livbrigaden (IB 3) bildades 1949 genom att fältregementet Livregementets grenadjärer (I 3) omorganiserades till brigad. Genom försvarsbeslutet 1972 kom brigaden att bli Livregementets grenadjärers sekundära brigad. Brigaden kom att upplösas den 30 juni 1992 i samband med försvarsutredning 1988, där det beslutades att samtliga brigader organiserade efter förbandstypen IB 66M skulle avvecklas senast den 30 juni 1992.

### Närkebrigaden
Närkebrigaden (IB 33) bildades 1949 genom att fältregementet Nerikes regemente (I 33) omorganiserades till brigad. Genom försvarsbeslutet 1972 kom brigaden att bli Livregementets grenadjärers anfallsbrigad, då den antogs till brigadorganisationen IB 77. Genom försvarsutredning 1988 upplöstes brigadstaben den 30 juni 1992. Brigadens tre infanteribataljoner överfördes till Gula brigaden (IB 1), Värmlandsbrigaden (IB 2) och Grenadjärbrigaden (IB 4) och kom där att utgöra 4. brigadskyttebataljonen.

### Örebro försvarsområde
Örebro försvarsområde (Fo 51) bildades den 1 oktober 1942 och hade sin stab lokaliserad till Örebro garnison och omfattade geografiskt hela Örebro län. I samband med OLLI-reformen den 1 juli 1975 fick Örebro försvarsområde gemensam stab med Livregementets grenadjärer. Örebro försvarsområde upplöstes och avvecklades tillsammans med regementet den 30 juni 2000.

### Utbildningskompanier
| Livregementets grenadjärkår (1815) 1. Livkompaniet 2. Östra Västmanlands kompani 3. Södermanlands kompani 4. Kungsörs kompani | Närkes regemente (1812) 1. Livkompaniet 2. Askersunds kompani 3. Örebro kompani 4. Kumla kompani 5. Alsters kompani 6. Edsbergs kompani 7. Ölme kompani 8. Visnums kompani | Livregementets grenadjärer (1893) 1. Livkompaniet 2. Södermanlands kompani 3. Kungsörs kompani 4. Örebro kompani 5. Östra Närkes kompani 6. Askersunds kompani 7. Västra Närkes kompani 8. Kristinehamns kompani |

## Förläggningar och övningsplatser

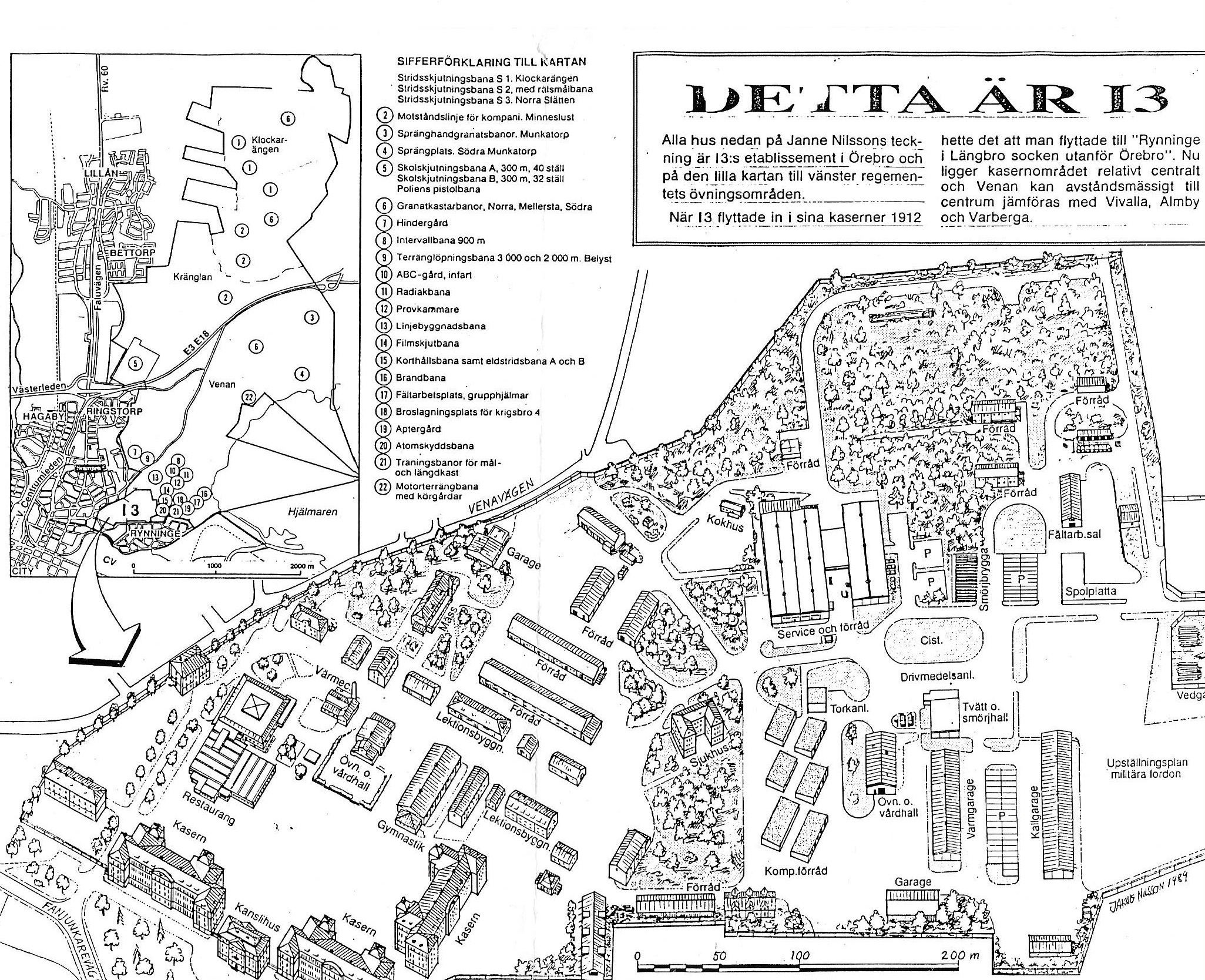
Orienteringskarta över kasernetablissement samt närövningsfältet.

### Förläggning
Under den period som regementet hade sin mötesplats vid Utnäslöt hade man en expedition i Västerås. När Livregementets grenadjärkår och Närkes regemente sammanslogs 1893 och bildade Livregementet till fot överfördes större delen av Livregementets grenadjärkår till Sannahed. Från den 1 oktober 1904 flyttade regementet sin expedition till Örebro, där man övertog Livregementets husarers före detta kanslihus.
Den 2 mars 1913 lämnade regementet sin mötesplats på Sannahed för att kasernernas i Örebro. I Örebro hade ett kasernetablissement uppförts i anslutning till stadsdelen Rynninge. Kasernetablissementet som i huvudsak utgjordes av tre bataljonskaserner kom senare (1958) att benämnas efter tre av Livregementets respektive Närke-Värmlands regementes stora segrar. Kasern 1 namngavs efter Lund, kasern 2 namngavs efter Narva och kasern 3 namngavs efter Kliszow. Kasernerna tillsammans med kanslihuset inramade en stor kaserngård i klassisk regementsarkitektur signerad Victor Bodin. Planer fanns att tillföra en fjärde kasern och med det bilda en öppen fyrkant runt kaserngården. Kasernetablissementet uppfördes efter 1901 års härordningsprogram efter kasernbyggnadsnämndens första serie typritningar. Totalt uppfördes ett 80-tal byggnader inom området. I anslutning till kasernområdet uppförde Missionsförbundet genom föreningen "Soldaternas vänner i Örebro län" ett soldathem på Höglundagatan 2.  
Efter att värnpliktsutbildningen upphörde sommaren 1992 delades kasernområdet i en äldre och en yngre del. Den äldre sydvästra delen bestående av bland annat kasernerna såldes till Örebro kommun. Den yngre nordöstra delen bestående av bland annat sjukhusbyggnad, motorområde, verkstäder och förråd kvarstod som militärt område till 1999. Ursprungligen var det tänkt att regementsstaben skulle grupperas i den före detta sjukhusbyggnaden. Dock kom staben kvarstå i kanslihuset och hemvärns- och frivilligdetaljen vid regementet i sin byggnad i sydvästra delen. Dessa två byggnader hyrdes fram till att regementet avvecklades. Efter att Försvarsmakten lämnade även det nordöstra området 2002 har området successivt utvecklats och bebyggts till stadsdelen Grenadjärstaden.

### Övningsplatser
När Livregementet delades kom Livregementets grenadjärkår från 1780 att ha sin mötes- och övningsplats vid Utnäslöt, drygt 3 km nordost om Strömsholms slott. Mötesplatsen lämnades 1894 (sista övningarna där 1893), men platsen behölls fram till 1902 som remontdepå. När Livregementets grenadjärkår och Närkes regemente sammanslogs och bildade Livregementet till fot, övertogs Närkes regementes mötesplats på Sannahed. Där kom regementet att vapenövas fram till 1912, varefter verksamheten överfördes till Örebro. Sannahed kom under beredskapstiden att fungera som exercis- och övningsplats för landstormen samt delar av regementets krigsförband som inte fick plats i Örebro. År 1944 tillfördes regementet ett nytt skjutfält, Villingsbergs skjutfält, i Kilsbergen. Fältet kom att delas med det nyuppsatta Bergslagens artilleriregemente (A 9). Till regementet hörde även det närbelägna Klockarängens skjutfält, som bestod av tre delar, Klockarängen, Kränglan och Venan. Venan bildade den södra delen, då E20 delade övningsområdet i två delar, medan Klockarängen och Kränglan bildade den norra delen.

## Heraldik och traditioner

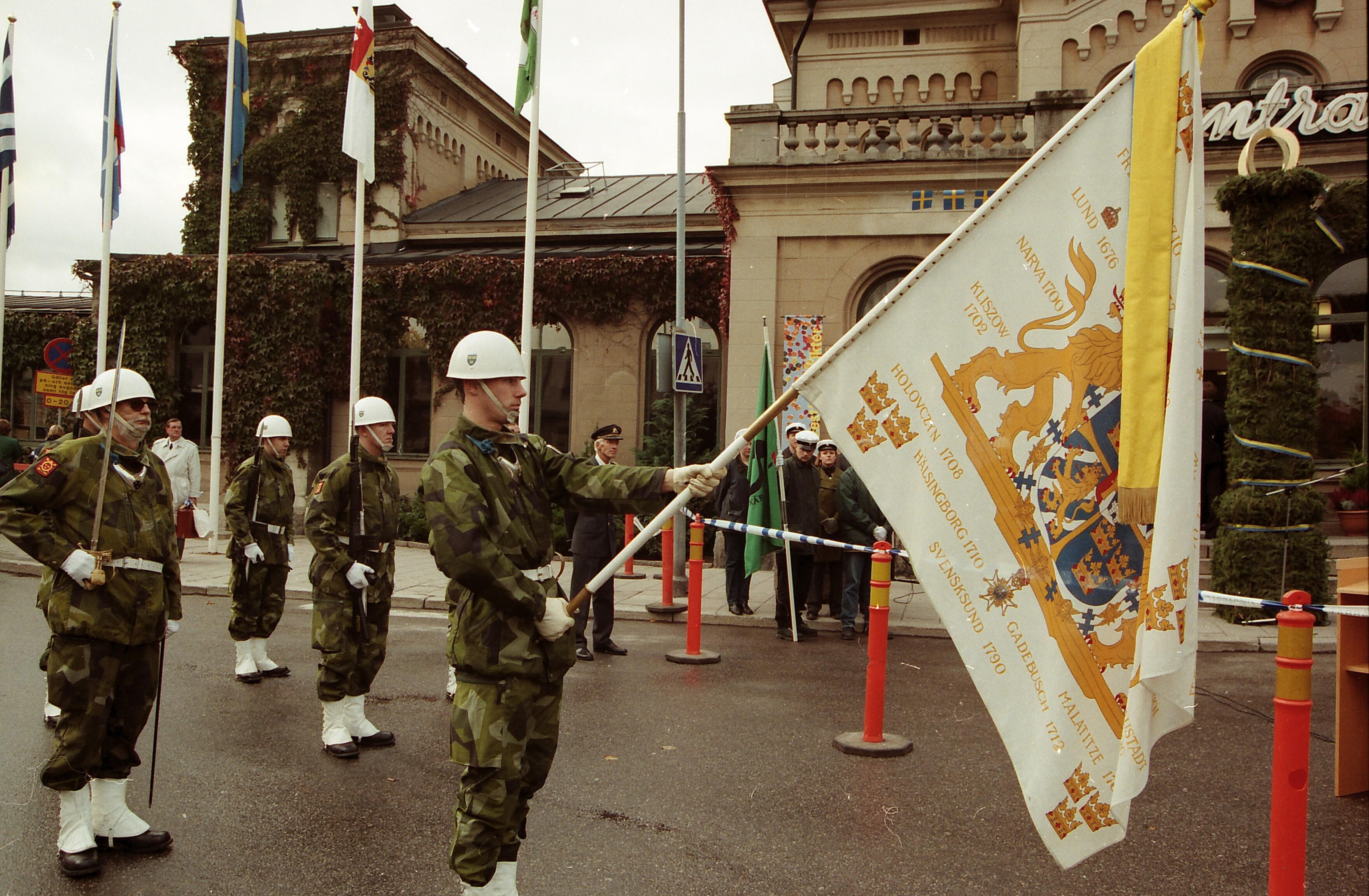
Fanvakt ur regementet vid invigningen av Mälarbanan 1997.

Regementets högtidsdag var den 4 december, till minne av slaget vid Lund den 4 december 1676. En högtidsdag som delades med Livgardets dragoner (K 1) och Livregementets husarer (K 3). Den 27 augusti 1967 firades i Örebro det ursprungliga Livregementets 300-årsjubileum av traditionsförbanden Livregementets grenadjärers (I 3), Livgardets dragoner (K 1) och Livregementets husarer (K 3). Där gemensamme chef kung Gustaf VI Adolf närvarade.
När Sveriges nya regeringsform trädde i kraft den 1 januari 1975 medförde det att regementet bytte namn från Kunglig Livregementets grenadjärer till att enbart benämnas Livregementets grenadjärer. Samtidigt fråntogs kungen rollen som regementschef för regementet och övriga regementen ingående i Kungl. Maj:ts Liv- och Hustrupper. Rollen som regementschef övertogs istället av sekundchefen, vilken vid denna tid var översten av 1.gr Åke Hultin (han behöll dock tjänstetiteln "sekundchef" fram till att han avgick 1977).
Regementets sista chef blev överste Christer Svensson, som vid avvecklingen lämnade över regementets och dess två forna brigaders traditioner till den nybildade militärdistriktsgruppen Livregementets grenadjärgrupp. 
Genom försvarsbeslutet 2004 avvecklades Värmlandsgruppen den 30 juni 2005 och uppgick i Livregementets grenadjärgrupp den 1 juli 2005. I samband med denna omorganisation namnändrades Livregementets grenadjärgrupp till Örebro-Värmlandsgruppen och Livregementets grenadjärer traditioner kom att föras vidare av Örebro-Värmlandsgruppen. Vidare kom även gruppen att ingå som en utbildningsenhet inom Livregementets husarer (K 3). Sedan den 1 juli 2013 förvaltas och förs regementets traditioner vidare av Sannaheds hemvärnsbataljon (20. Hvbat), vilken är en av de två bataljonerna som Örebro-Värmlandsgruppen ansvarar för att utbilda och organisera.
Genom att Livregementets grenadjärgruppen och Värmlandsgruppen sammanslogs till en utbildningsgrupp kan det sägas att cirkeln är halvsluten, genom att Örebro och Värmland är återförenat efter delningen 1812 av Närke-Värmlands regemente. Även genom att 2/3 av Livregementet åter var förenat, då Örebro-Värmlandsgruppen åren 2006–2019 var en del av Livregementets husarer (K 3).
Den 30 juni 2017 högtidlighölls minnet, genom en ceremoni vid regementets före detta kanslihus, av att det var 25 år sedan grundutbildningen upphörde vid regementet. Där höll bland annat Einar Lyth tal, då det var han som fick ordern om att värnpliktsutbildningen skulle upphöra den 30 juni 1992. Vid ceremonin närvarade fanvakt ur Sannaheds hemvärnsbataljon, samt blåstes tapto av trumpetare ur Guldsmedshyttans hemvärnsmusikkår.

### Förbandsfanor
Regementets fana består stora riksvapnet utan mantel samt under ordenskorset ett vitt svärd. Som förbandstecken bär regementet Sveriges heraldiska nationalsymbol, Tre kronor, vilket är ett arv från ursprungsregementet Livregementet till häst. Detta delades ursprungligen även med Livregementets dragoner (K 2) och Livregementets husarer (K 3).
Den 2 september 1900 överlämnade kung Oscar II nya fanor till regementets två bataljoner. Denna fana ersatte tidigare fanor, vilka hade segernamnen Wallhof (1626), Dirschau (1627), Gnesen (1656) och Pultusk (1703). Vid överlämningen av fanorna uttryckte kungen regementets historia med "I ägen dubbla anor, sällsynt ärofulla", och syftade på regementets två härstamningslinjer. Denna fana ersattes den 12 december 1956, då kung Gustav VI Adolf överlämnade en ny fana, vilken ersatte de två tidigare fanorna.
I samband med Kronprinsessan Victorias bröllop den 19 juni 2010 samlades Försvarsmaktens samtliga fanor inför en officersfanvakt, där Livregementets grenadjärers fana kom att föras av överstelöjtnant Anders Domhagen.

### Kamratförening
Vid Livregementets grenadjärer bildades 1983 kamratföreningen Livregementets grenadjärers officerskår, vilken är en ideell förening och har som syfte att vara en länk mellan officerare som tjänstgjort vid Livregementets grenadjärer eller i Örebro garnison, vidare vårdar föreningen förbandets minne och traditioner.

### Minnesstenar
Regementet har följande minnesstenar resta i Örebro län. Minnessten i Sannahed rest den 21 augusti 1921, minnessten över Livregementets grenadjärer i Örebro. En minnessten vid kasernerna i Örebro över regementets 300-årsjubileum, den så kallade regementsstenen.  I samband med att 25 års minnet högtidlighölls den 30 juni 2017 avtäcktes regementsstenen efter att den återställts till ursprungligt skick.

### Officersmäss
På Sannahed uppfördes under 1830-talet en officersmäss för Närkes regementes officerskår. Efter att regementet flyttade till Örebro, kom en ny officersmäss att formas i kanslihuset. Efter att regementet avvecklades 2000 övergick regementsmässen, Bielkemässen (uppkallad efter Nils Bielke), till att föras vidare i Livregementets grenadjärers officerskårs regi. År 2006 beslutades det att mässen skulle stängas i Örebro och istället flyttas till Kumla kommuns nya stadshus, då enligt officerskåren Örebro kommun ej varit så angelägna om att bibehålla mässen. Den sista traditionella festen på mässen, Regementets högtidsmiddag till minne av Slaget vid Lund, genomfördes lördagen den 2 december 2006. Den allra sista balen på mässen kom sedan att anordnas av "Soldat -56" lördag den 16 december 2006. "Soldat -56" var en grupp som gjorde värnplikten på regementet 1956 som plutonchefselever, och som träffades varje år vid olika sammankomster. Inventarierna i mässen kom att magasineras fram till oktober 2009, då stadshuset stod färdigt och Bielkemässen som en av Sveriges äldsta officersmässar åter kom att användas.Livregementets Grenadjärers officerskår bedriver sedan 2009 verksamhet i Bielkemässen i Kumla stadshus vilken numera även fungerar som Kumla kommuns representationsvåning. En av Sveriges vackraste mässar enligt bedömare ur TV-serien Antikrundan som besökte mässen 2018.

### Utmärkelsetecken
År 1937 och 1991 instiftades Örebros försvarsområdes och Livregementets grenadjärers förtjänstmedalj (av 8:e storleken) i guld/silver/brons. Band: vitt med ljusblå kanter och en ljusblå rand på mitten. År 2000 instiftades Livregementets grenadjärers minnesmedalj i silver. Band: rött med en smal vit rand på mitten åtföljd av en bred blå rand på vardera sida.

## Förbandschefer
Sekund- och regementschefer verksamma vid regementet åren 1815–2000. Sekundchef var en titel som användes fram till den 31 december 1974 vid de regementen som ingick i Kungl. Maj:ts Liv- och Hustrupper. Åren 1791–1809 var kronprinsen regementschef. Åren 1818–1974 var H M Konungen regementschef. Från 1975 är monarken hederschef för regementet. Dock så behöll Åke Hultin titeln sekundchef fram till sin avgång 1977. Einar Lyth avgick i samband med att grundutbildningen vid regementet upphörde. Regementets sista chef blev Christer Svensson.

### Regementschefer
- 1815–1818: Kronprins Karl Johan
- 1818–1844: Karl XIV Johan
- 1844–1859: Oscar I
- 1859–1872: Karl XV
- 1872–1905: Oscar II
- 1907–1950: Gustaf V
- 1950–1973: Gustaf VI Adolf
- 1973–1974: Carl XVI Gustaf
- 1975–1977: Åke Hultin (innehade tjänstetiteln sekundchef)
- 1977–1983: John Petersson
- 1983–1992: Einar Lyth
- 1992–1998: Hans Hacksell
- 1998–2000: Christer Svensson

### Sekundchefer
- 1815–1821: Carl Ulrik Ridderstolpe
- 1821–1853: Johan Erik af Wetterstedt
- 1853–1861: Nils Henrik Hägerflycht
- 1861–1865: O M von Knorring
- 1865–1875: Henrik Magnus Falkenberg
- 1875–1879: Oskar Fleming
- 1879–1881: Axel Hjalmar Leijonhufvud
- 1881–1884: Hack Oscar Edvard d'Ailly
- 1884–1893: Carl Gustaf von Ehrenheim
- 1893–1897: Johan Fredrik Lilliehöök
- 1897–1902: Carl Axel Nordenskjöld
- 1902–1911: Hugo Jungstedt
- 1911–1917: Hans Ludvig von Dardel
- 1917–1922: Carl August Pontus Axelsson Sjögreen
- 1922–1927: Hugo Oskar Herman Wikner
- 1928–1931: Ernst Nils David af Sandeberg
- 1931–1936: Hugo Cederschiöld
- 1936–1937: Helge Jung (tjl)
- 1936–1937: Axel Gyllenkrok (tf)
- 1937–1942: Manne Brandel
- 1942–1948: Alf Meyerhöffer
- 1949–1952: Anders Engelbrekt Flodström
- 1952–1955: Carl Fredrik Lemmel
- 1955–1963: Per Vollrath Sebastian H:son Tamm
- 1963–1963: Sten Wåhlin
- 1964–1966: Ove Ljung
- 1966–1972: Ebbe Gyllenstierna
- 1972–1974: Åke Hultin

## Namn, beteckning och förläggningsort
| Kungl. Livregementets grenadjärkår | 1815-12-16 | – | 1893-12-14 |
| Kungl. Livregementet till fot      | 1893-12-15 | – | 1904-12-07 |
| Kungl. Livregementets grenadjärer  | 1904-12-08 | – | 1974-12-31 |
| Livregementets grenadjärer         | 1975-01-01 | – | 2000-06-30 |
| Avvecklingsorganisation Örebro     | 2000-07-01 | – | 2000-12-31 |

| № 3       | 1816-03-26 | – | 1914-09-30 |
| I 3       | 1914-10-01 | – | 1975-06-30 |
| I 3/Fo 51 | 1975-07-01 | – | 1992-06-30 |
| Fo 51     | 1992-07-01 | – | 1994-06-30 |
| I 3/Fo 51 | 1994-07-01 | – | 2000-06-30 |
| Ao Öre    | 2000-07-01 | – | 2000-12-31 |

| Utnäslöt (Ö)                | 1815-??-?? | – | 1815-??-?? |
| Sannahed (Ö)                | 1815-??-?? | – | 1913-03-02 |
| Örebro garnison (F)         | 1904-10-01 | – | 2000-12-31 |
| Villingsbergs skjutfält (Ö) | 1944-??-?? | – | 1992-06-30 |
| Klockarängens skjutfält (Ö) | 1943-??-?? | – | 2000-06-30 |
| Rynningeviken (Ö)           | 19??-??-?? | – | 1992-06-30 |

## Kända personer som gjort värnplikt på I3
- Claes Åkeson, svensk TV-programledare, värnplikt 1986/1987.
- Thomas Andersson, fotbollsspelare och lagkapten i ÖSK, värnplikt 1988/1989.

## Galleri

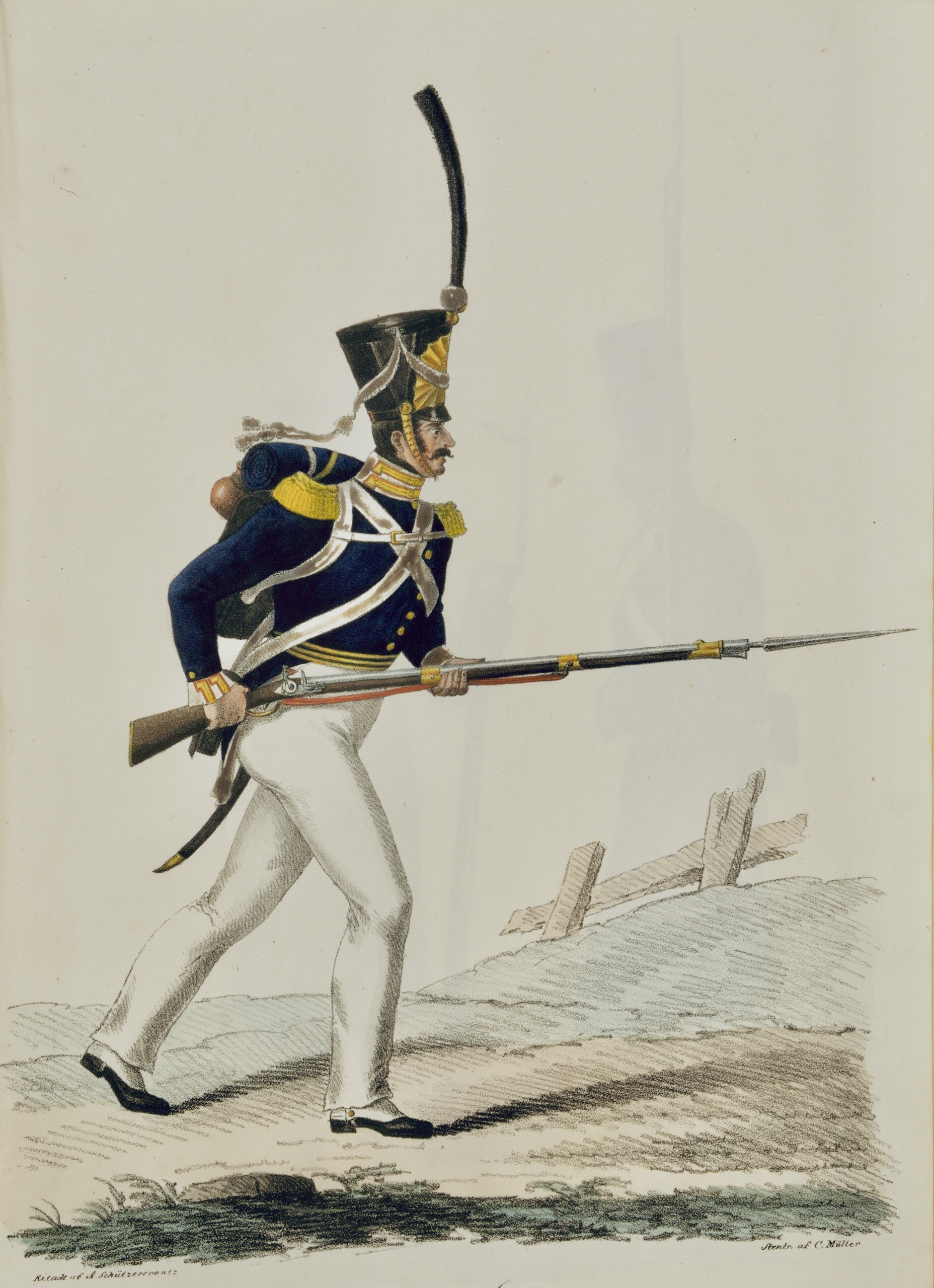
Uniform cirka 1825, litografi efter original av Adolf Ulrik Schützercrantz.
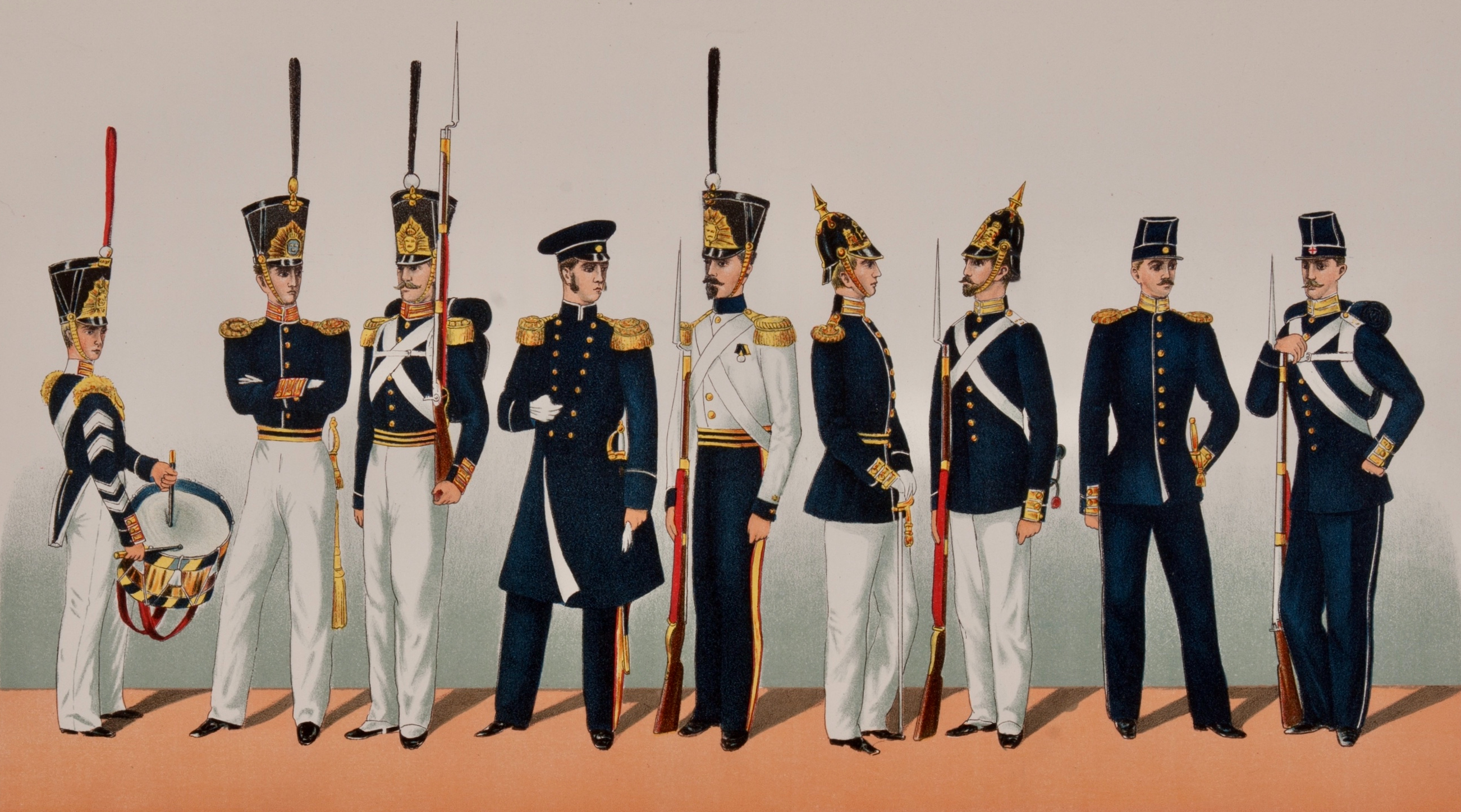
Regementets uniformer under Karl XIV Johans och Oscar I:s tid (1818-1859).
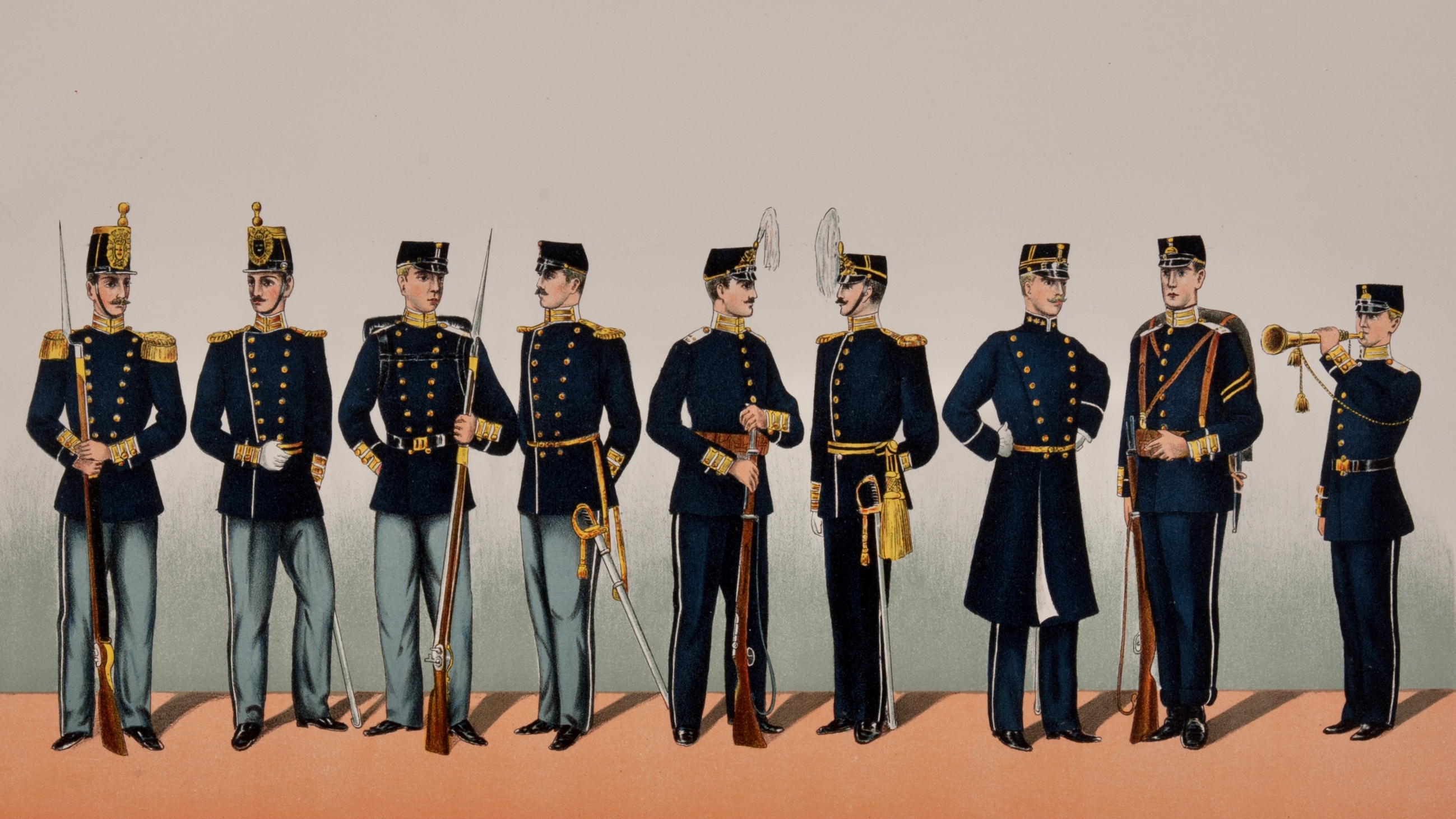
Regementets uniformer under Karl XV:s och Oscar II:s tid (1859-1907).
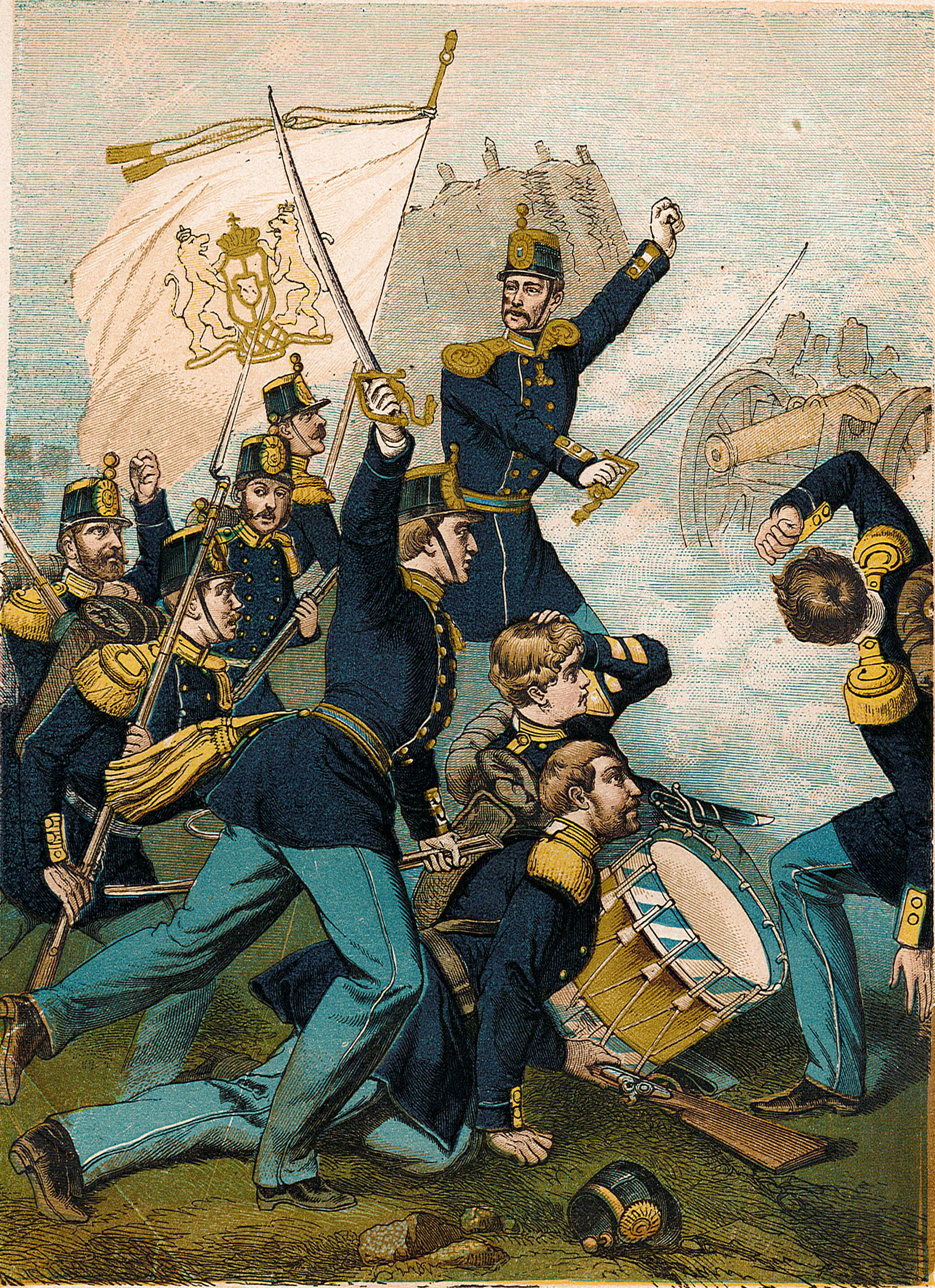
Regementets uniformer vid mitten av 1860-talet.
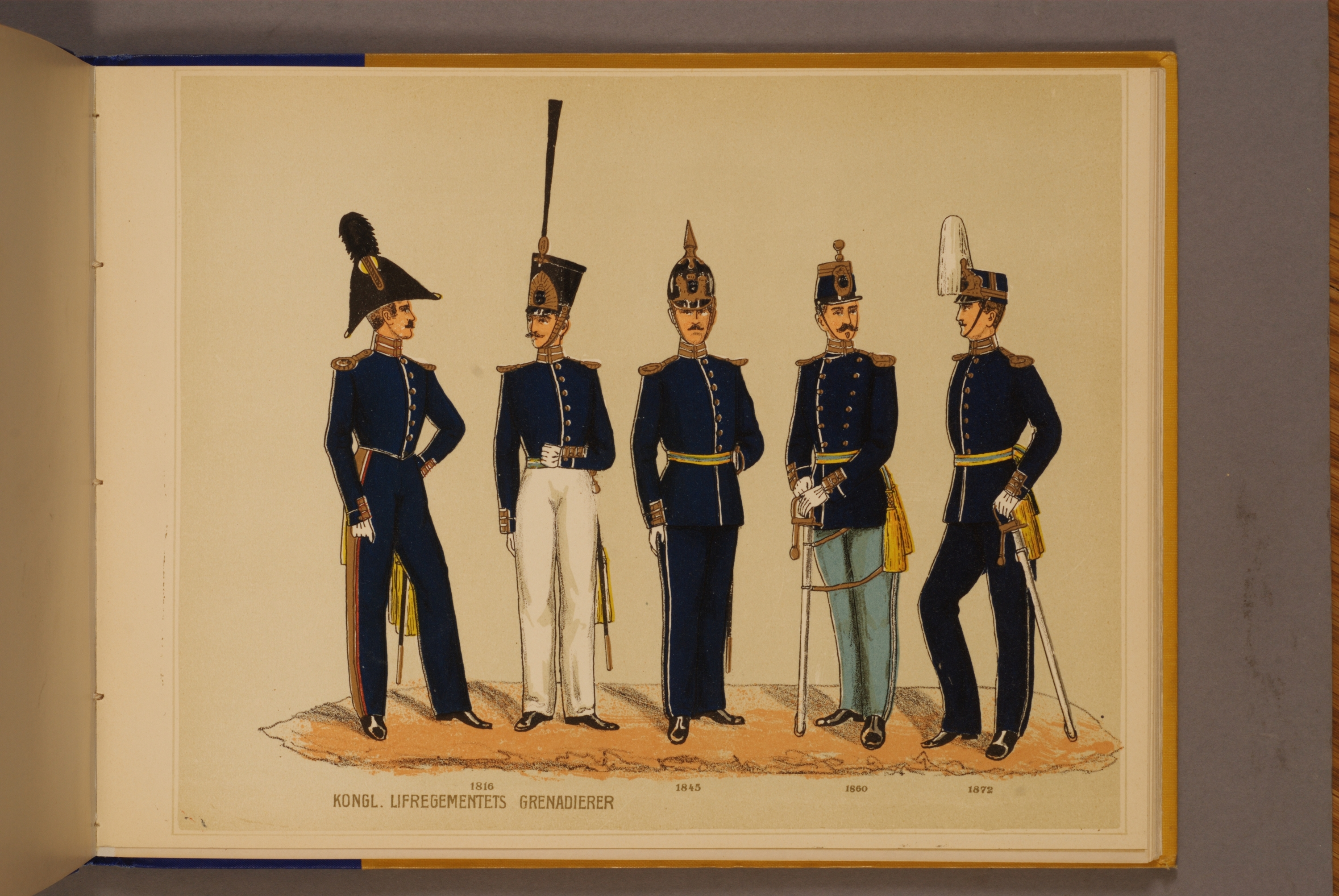
Officersuniformer 1816-1872.
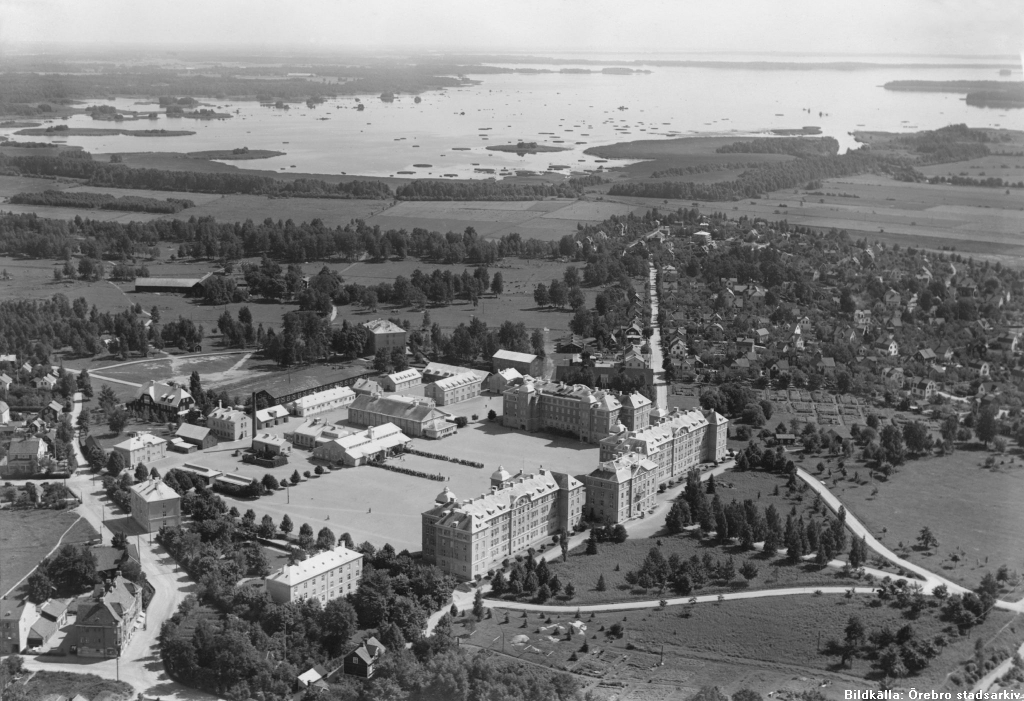
Flygfoto över regementet juli 1939.
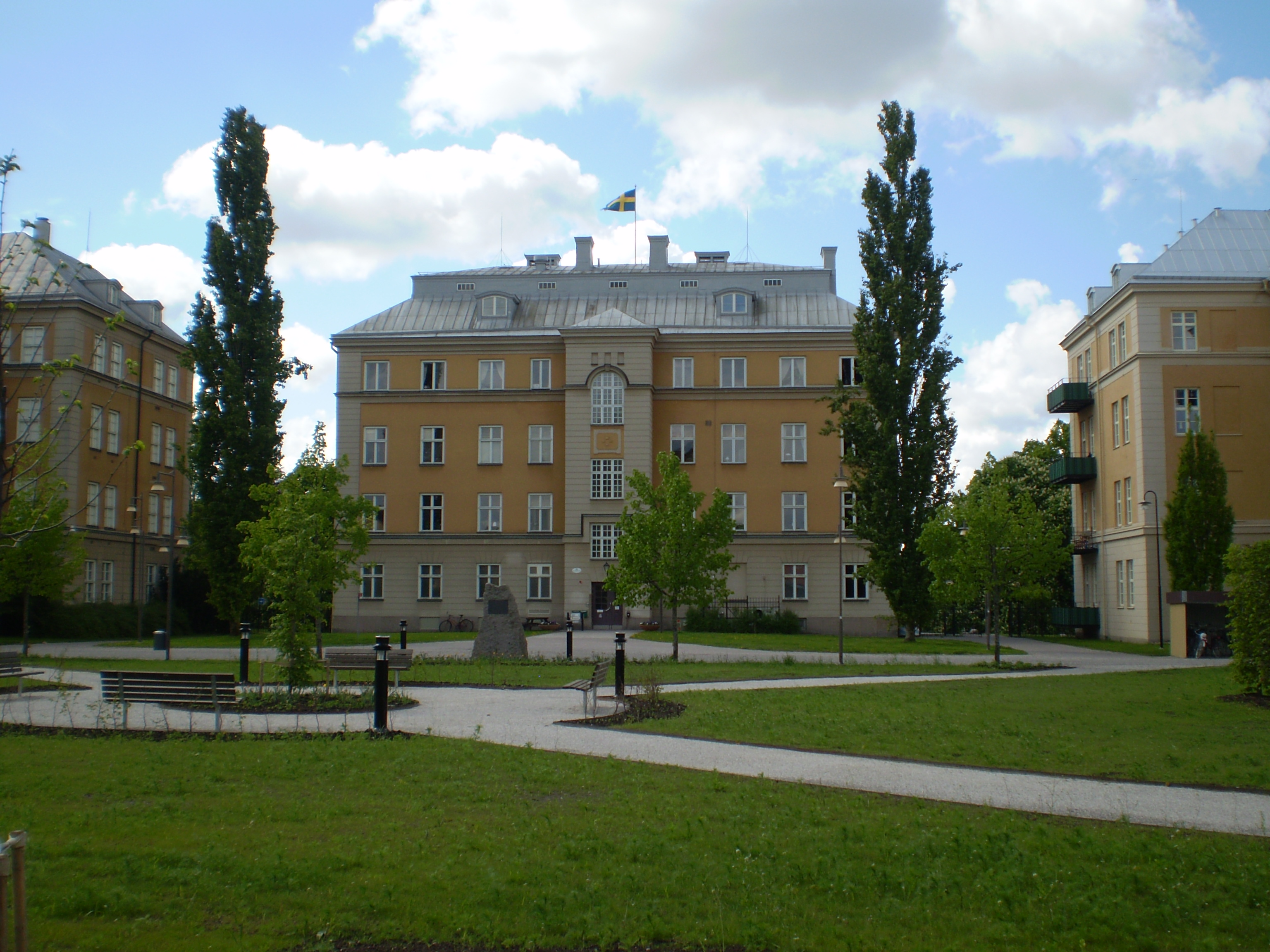
Kanslihuset.
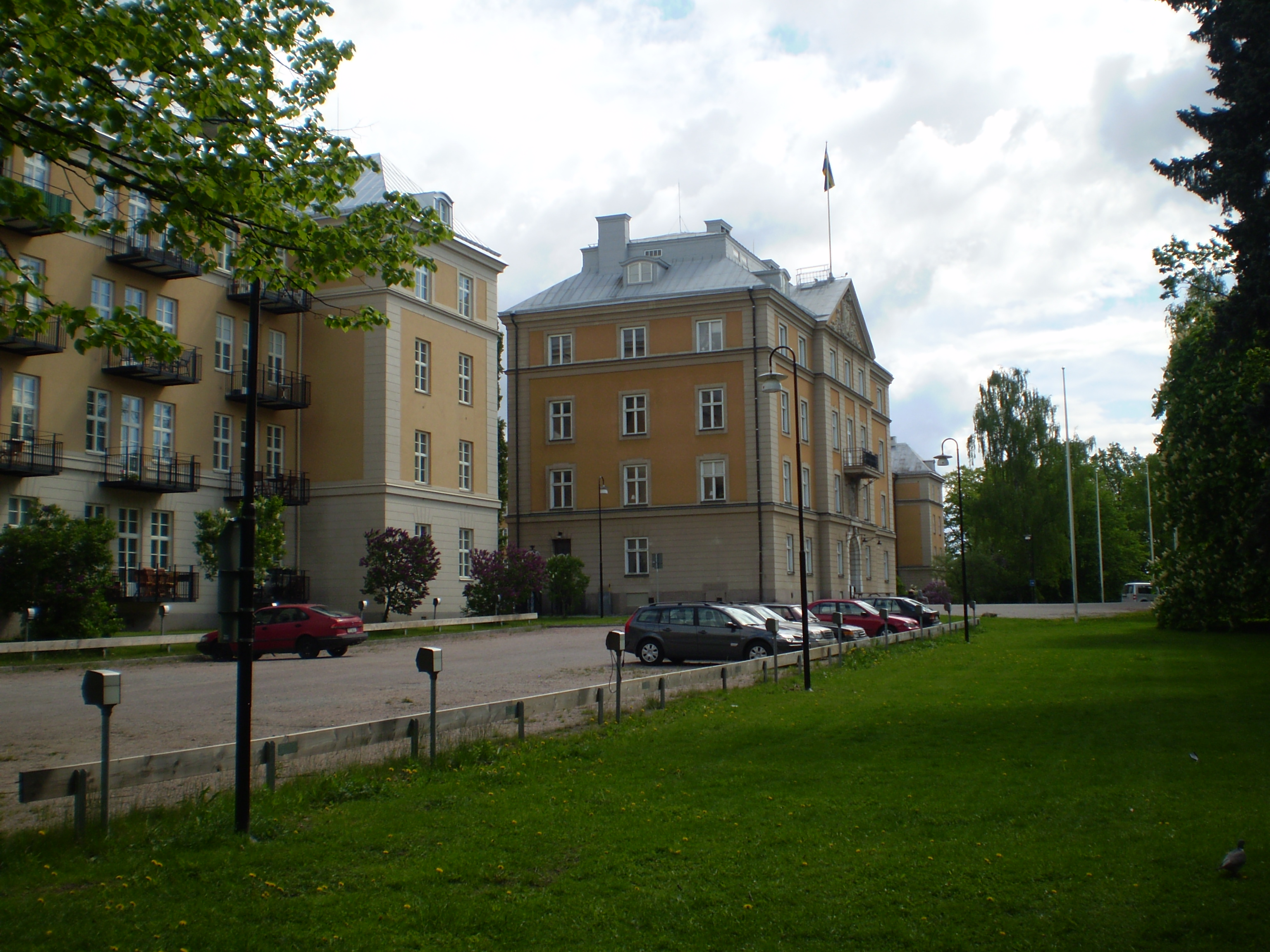
Vy över framsidan av kasern och kansli etablissemanget.
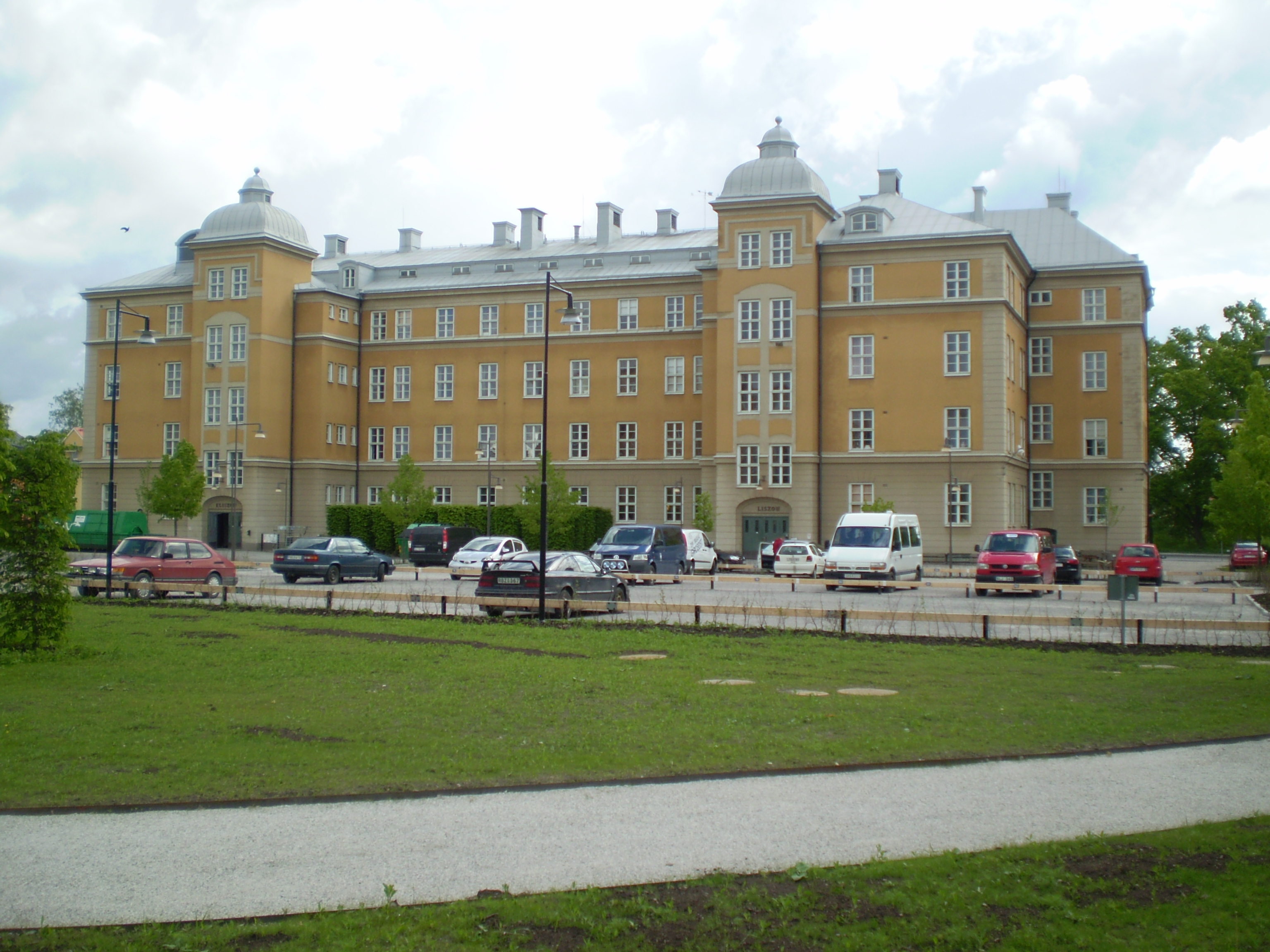
Kasern Kliszow vid Livregementets grenadjärer.
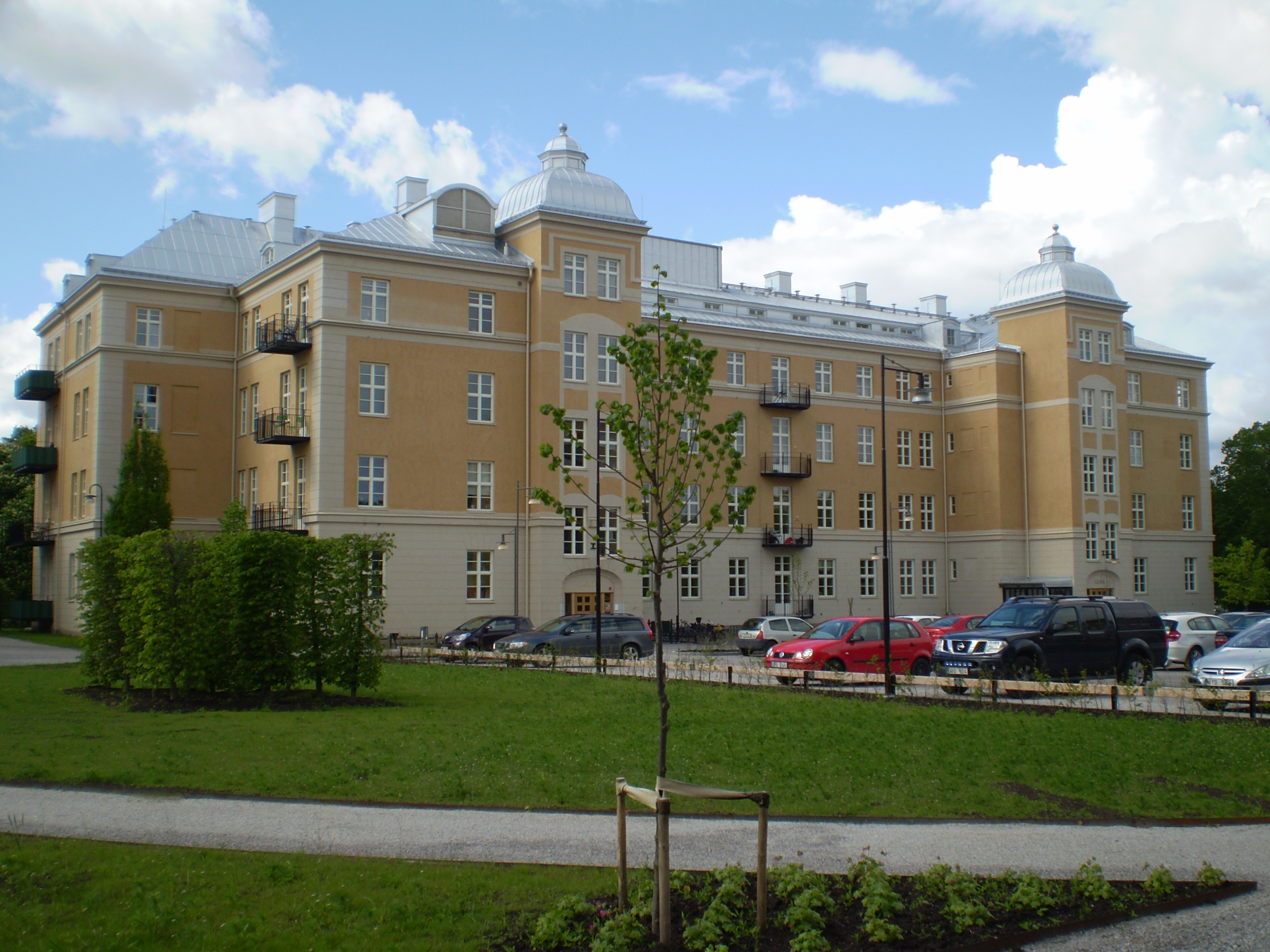
Kasern Lund vid Livregementets grenadjärer.
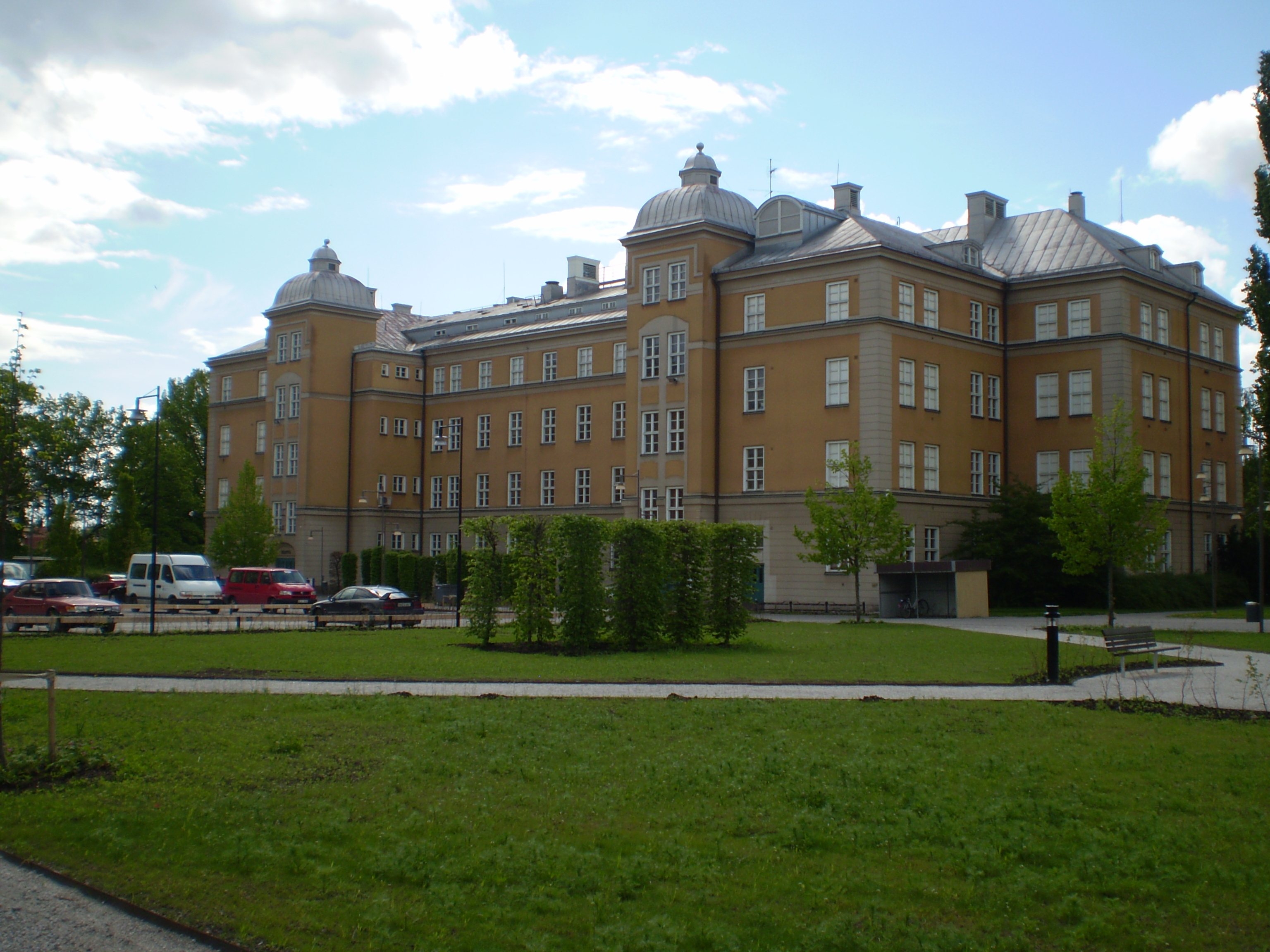
Kasern Narva vid Livregementets grenadjärer.
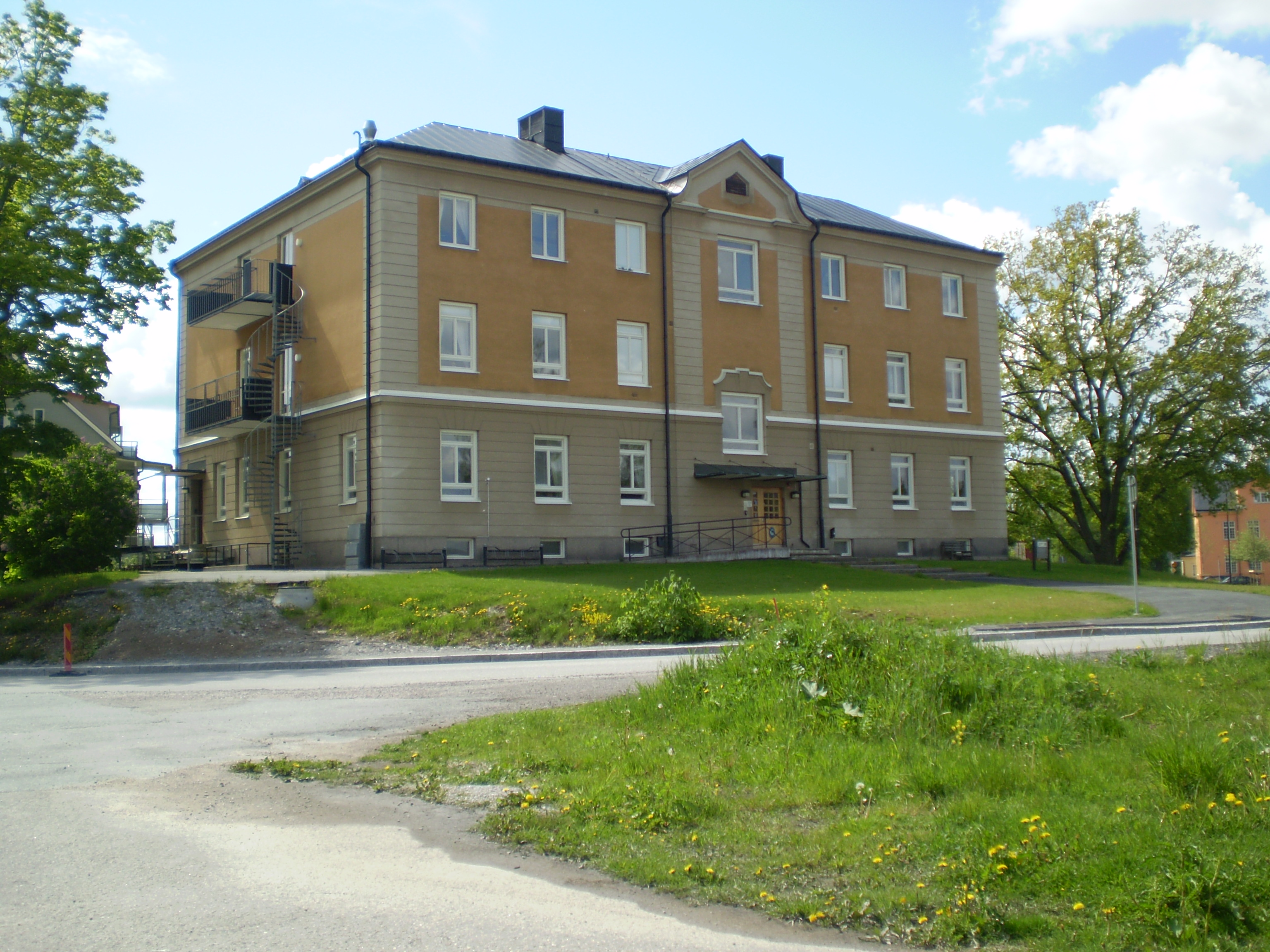
Sjukhus vid Livregementets grenadjärer.
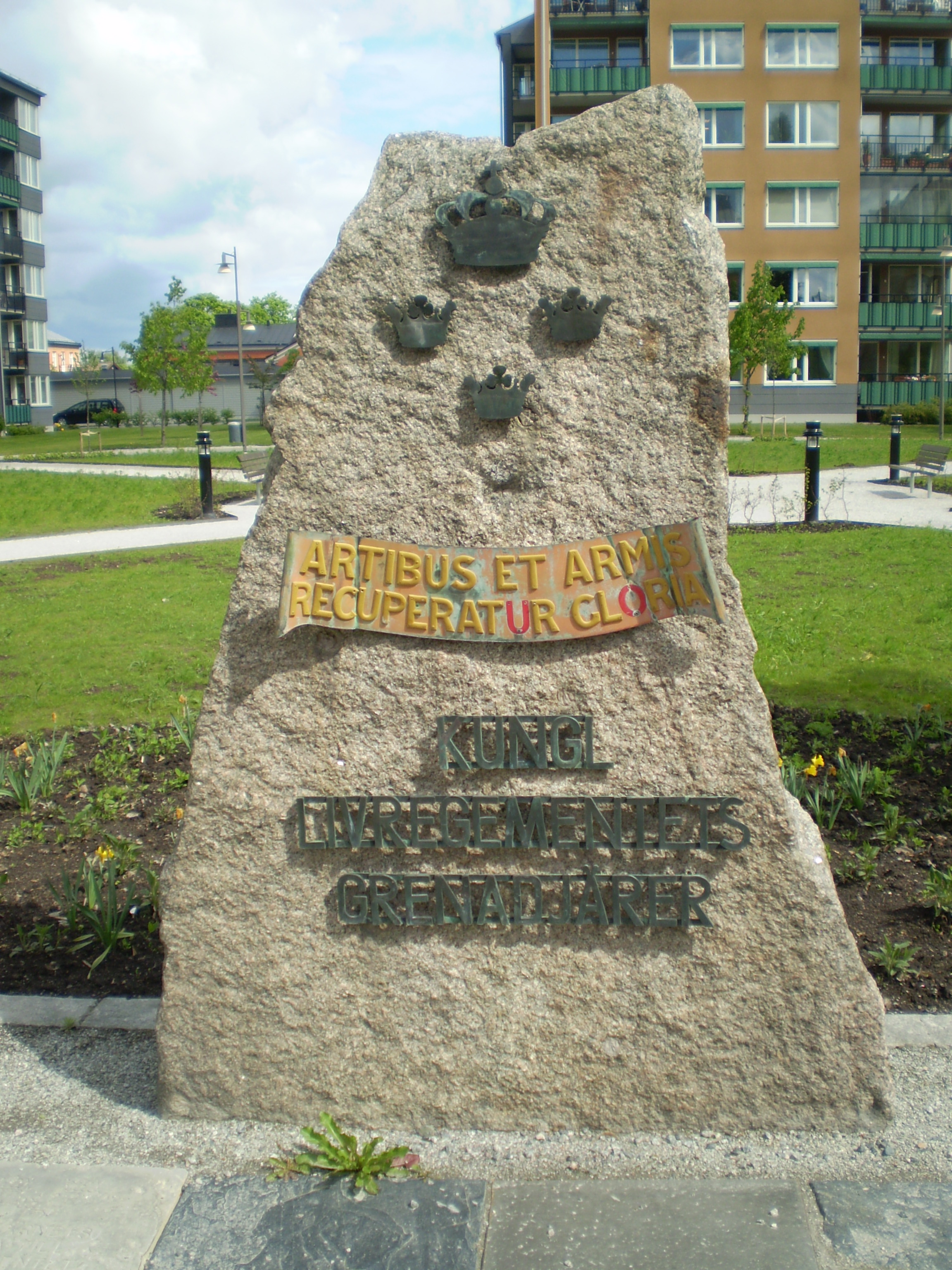
Minnessten över Livregementets grenadjärer.
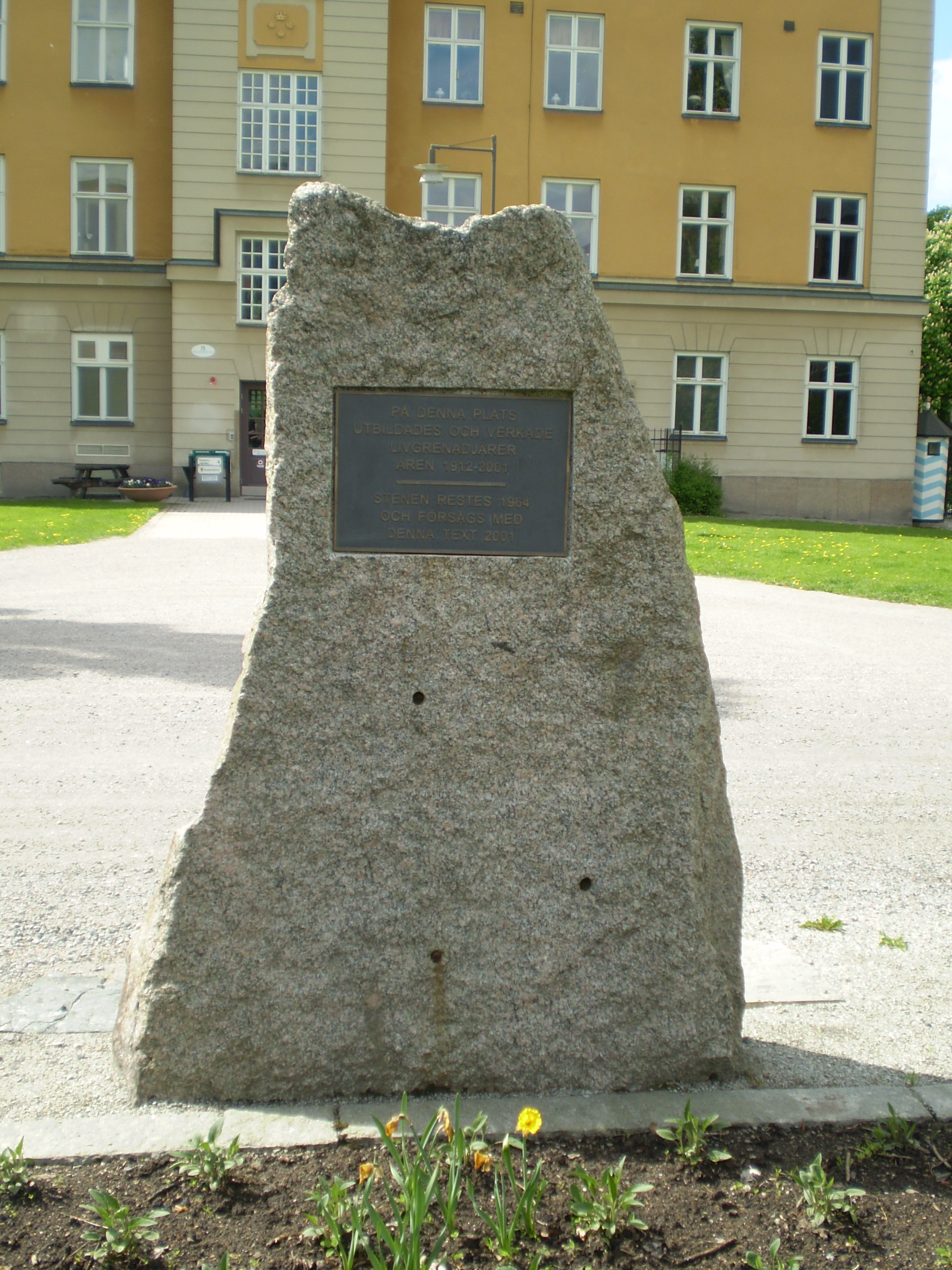
Minnessten över Livregementets grenadjärer.
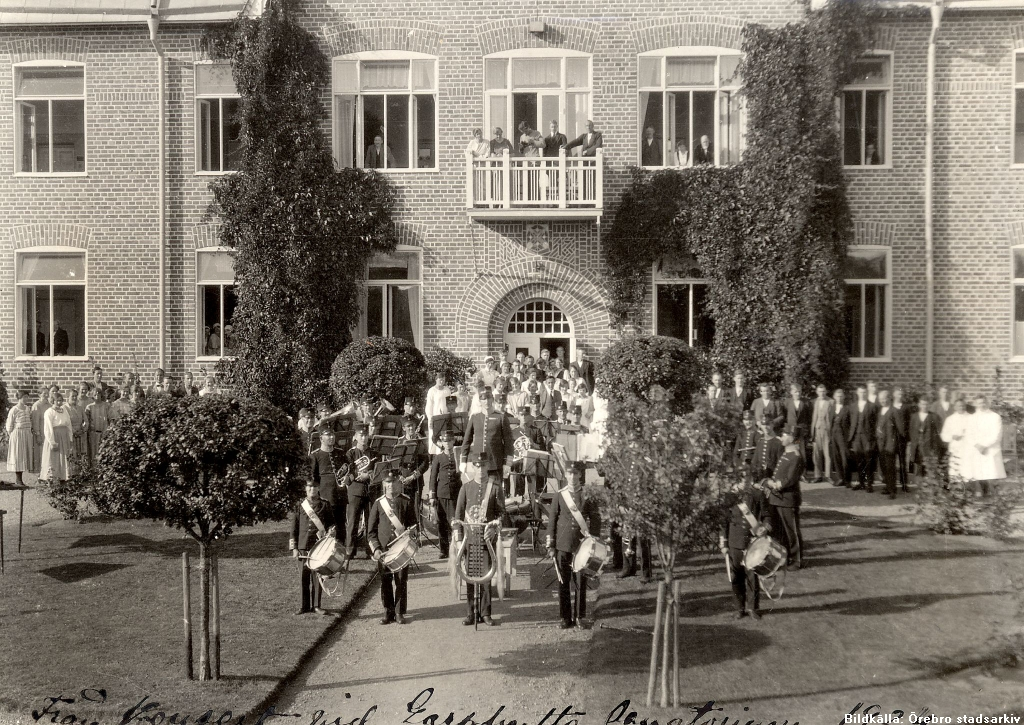
Regementets musikkår vid Garphytte sanatorium 1924.
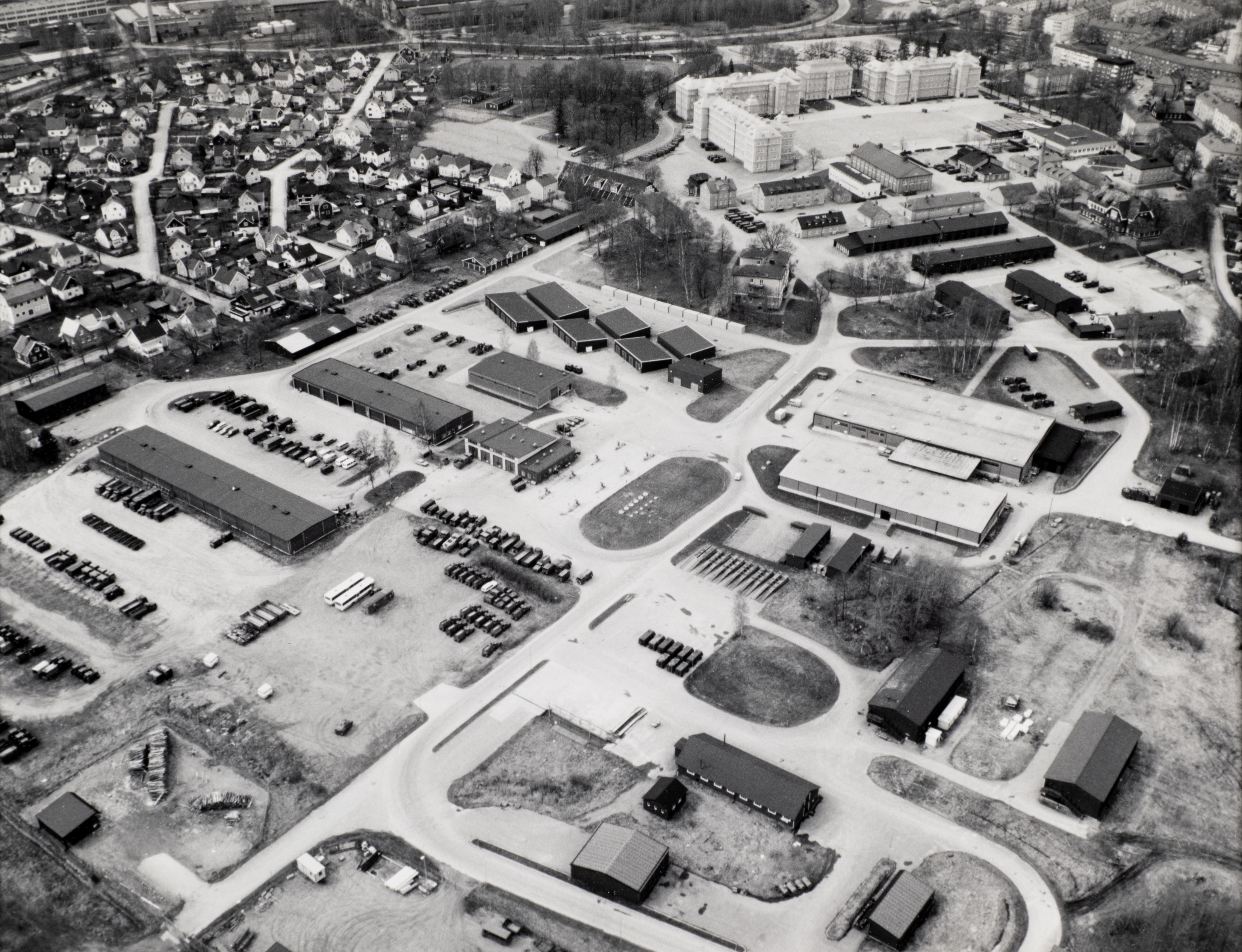
Flygbild över regementets kasernetablissement.
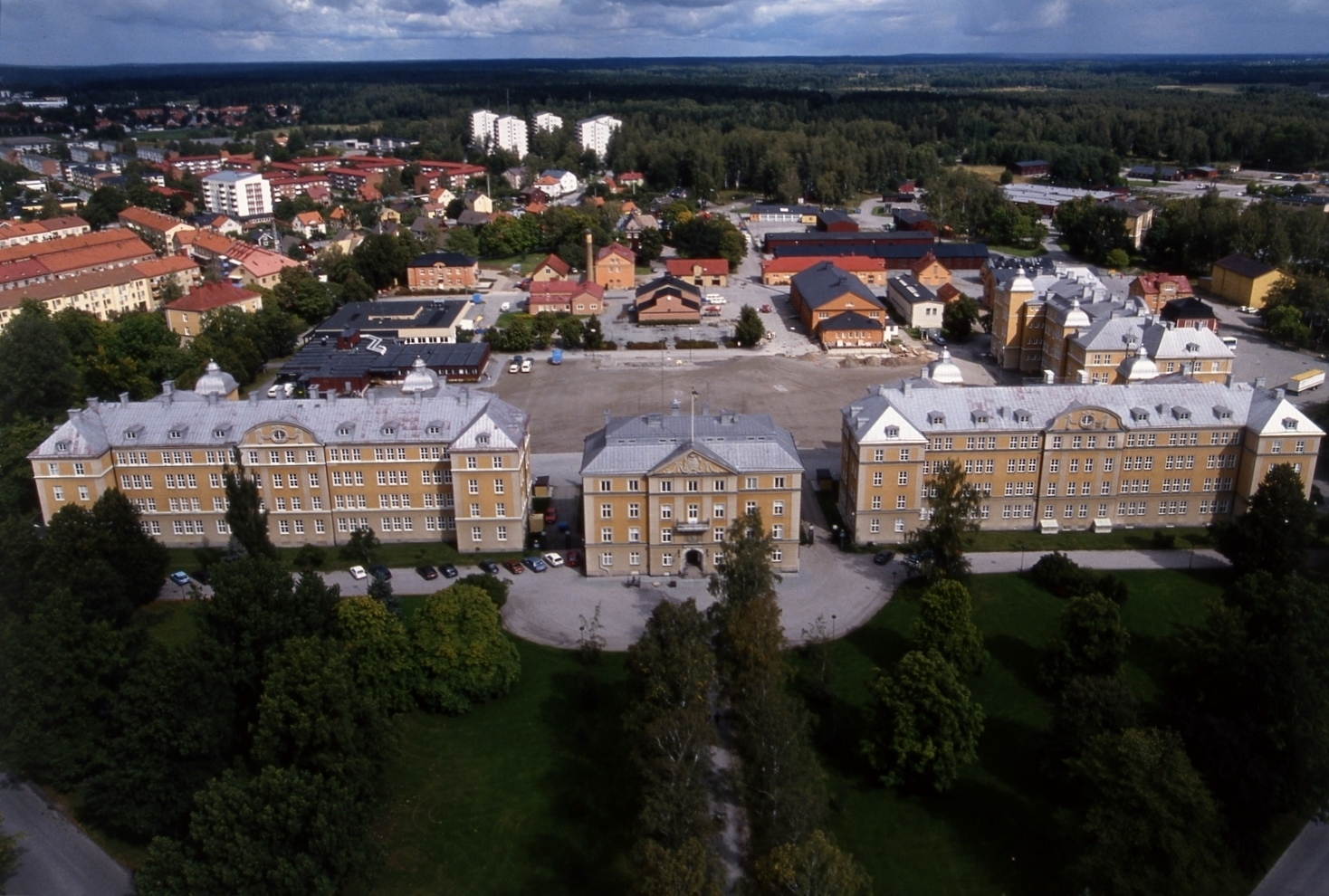
Flygbild över regementets kasernetablissement.